# Claudio Baglioni
Claudio Baglioni (Roma, 16 maggio 1951) è un cantautore, musicista e compositore italiano.
Annoverato fra gli esponenti di maggior successo commerciale della musica leggera italiana, nell'arco di oltre cinquant'anni di carriera ha raggiunto una considerevole popolarità sia nell'attività discografica sia, in particolare, in quella dal vivo.
Si stima abbia venduto più di 60 milioni di copie tra cui spicca l’album La vita è adesso del 1985 noto per il suo record di permanenza in prima posizione per ventisette settimane consecutive e un milione di copie vendute nei primi sei mesi, il brano Questo piccolo grande amore del 1972 premiato come "canzone del secolo" al Festival di Sanremo 1985; ed il doppio album Oltre del 1990, considerato dalla critica specializzata il «miglior album» del cantautore e primo atto della Trilogia del tempo completata dai successivi Io sono qui (1995) e Viaggiatore sulla coda del tempo (1999).
Fra gli oltre 2 000 concerti in cui si è esibito, rivestono particolare importanza Notte di note - Il concerto del 20 settembre 1985, primo concerto della storia della musica italiana ad essere trasmesso in diretta televisiva, realizzato a conclusione dell’omonima tournée del 1985 ritenuta una delle più grandi mai realizzate negli stadi italiani insieme alla precedente Alé Oó del 1982, entrambe con un milione di spettatori totali; nel 1986 con il tour Assolo è il primo artista a realizzare un giro di concerti esibendosi completamente da solo accompagnato da tastiera, chitarre e percussioni collegati ad un sistema MIDI di sintetizzatori; Oltre una bellissima notte del 3 luglio 1991, premiato come "Miglior concerto dell'anno nel mondo" dalla rivista statunitense Billboard grazie all'innovativa concezione del palco, posizionato al centro dello stadio Flaminio di Roma e aperto in ogni direzione; quello del 6 giugno 1998 allo stadio Olimpico di Roma con il palco al centro, che detiene il record italiano di spettatori in un singolo evento musicale con 88 756 biglietti staccati; quello del 31 dicembre 1999 in piazza San Pietro a Città del Vaticano, alla presenza di 300 000 persone incluso papa Giovanni Paolo II, unico concerto di musica pop mai svoltosi in quella sede; e quello del 13 settembre 2006 nell'emiciclo del Parlamento europeo a Bruxelles, secondo artista al mondo e primo italiano a esibirvisi. Nell'estate del 1998 è il primo artista al mondo ad esibirsi in concerto sulla nave Amerigo Vespucci in occasione dell'Expo 1998. Nella notte tra il 2010 e il 2011 invece tiene il concerto Capodanno ai Fori Imperiali in collegamento televisivo con la Rai con oltre 300 000 spettatori nel circondario. Nel settembre del 2018 per celebrare mezzo secolo di carriera porta in scena tre concerti-evento all'Arena di Verona che per la prima volta nella sua storia è aperto al pubblico nella sua interezza, con il palco al centro e gli spettatori che riempiono l'intera arena a tutto tondo, uno dei quali viene trasmesso in diretta su Rai1.
Per il cinema, nel 2009 è stato sceneggiatore del film Questo piccolo grande amore basato sul suo omonimo album. In televisione è stato ideatore e co-presentatore nel 1997 del programma Anima mia uno dei programmi originali di maggior successo nella storia della Rai che gli valse anche un Telegatto al Gran Premio Internazionale dello Spettacolo, al quale segue poi lo spin-off L'ultimo valzer realizzato nell'inverno del 1999, è stato poi direttore artistico e conduttore del Festival di Sanremo per le edizioni 2018 e 2019. Nel 2022 ha vinto il Premio Tenco alla carriera.
Ha un'estensione vocale di tre ottave e mezzo, ridottasi a tre ottave dagli anni 2000.

## Biografia

### Gli inizi

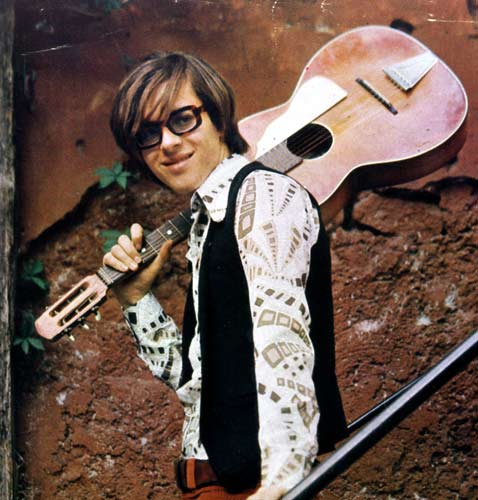
Un giovane Baglioni intorno alla fine degli anni sessanta

Nasce a Roma, figlio unico di Riccardo Baglioni, Maresciallo dei Carabinieri, e di Silvia Saleppico, sarta. Trascorre l'infanzia nel quartiere Monte Sacro; la famiglia si trasferirà poi nel quartiere di Centocelle dove passerà la sua adolescenza, e frequentando spesso le campagne dell'Umbria, nel comune di Ficulle, terra natale dei suoi genitori.
Segue sin da piccolo lezioni di pianoforte, la sua carriera artistica inizia nel 1964 quando, appena tredicenne, partecipa a un concorso canoro di voci nuove, organizzato da Ottorino Valentini a Centocelle, nella piazza San Felice da Cantalice, cantando Ogni volta, canzone lanciata al Festival di Sanremo 1964 dal suo autore Roby Ferrante e da Paul Anka, e vincendo lo stesso concorso l'anno successivo con il brano I tuoi anni più belli di Gene Pitney. Nel 1965 riceve in regalo dai genitori la sua prima chitarra e inizia a suonare le prime canzoni; il suo look di quegli anni – maglioni neri a collo alto, occhiali spessi, aria da intellettuale – gli causa, da parte degli amici di quartiere, il soprannome ironico di "Agonia".
Intorno al 1967, dopo aver partecipato al Festival degli sconosciuti con il brano Georgia on my mind di Ray Charles al pianoforte, conosce Antonio Coggio con il quale stringe un sodalizio artistico che durerà dal 1970 al 1975, in questo arco di tempo infatti Coggio produce i dischi di Baglioni collaborando anche talvolta nella composizione della musica.
In questi anni compone una suite musicale basata su una poesia di Edgar Allan Poe intitolata Annabel Lee con cui incide un disco provino per la casa discografica Ricordi.
Nello stesso periodo scrive la canzone Interludio basata sulla melodia della Sonata per pianoforte n.8 di Beethoven, successivamente scrive il suo primo brano di cui compone testi e musica: Signora Lia, una canzone comica che racconta l'infedeltà coniugale di una signora, e che col tempo diventerà un cult della musica leggera italiana nonostante il suo scarso successo iniziale. Una curiosa storia racconta che il titolo originale fosse Signora Lai. Tuttavia, una volta entrato nella sala di registrazione della RCA, Baglioni notò che uno dei fonici si chiamava proprio Lai. Considerando che il brano parlava di una moglie infedele e temendo che quell’uomo – che in quel momento aveva letteralmente tra le mani la sua carriera – potesse sabotargli il lavoro, Baglioni decise all’improvviso di modificarla, anagrammandolo in Signora Lia. Un dettaglio minimo, forse, ma rivelatore della sua maniacale attenzione per ogni particolare: un’attenzione che, come lui stesso ha raccontato, potrebbe perfino avergli salvato la carriera. Nel 1969 firma il suo primo contratto discografico con RCA Italiana con l’autorizzazione del padre, in quanto ancora minorenne. Nonostante ciò l’allora direttore artistico della casa discografica vergò di suo pugno con un pennarello sulla cosiddetta lacca delle audizioni - un semplice vinile contenente le registrazioni dei provini - scrivendo «tanto questo non farà mai niente».
Nel frattempo Baglioni è iscritto alla facoltà di Architettura La Sapienza di Roma.

### Gli Anni '70: il successo
Nell’aprile del 1970 esce il suo primo 45 giri; Una favola blu/Signora Lia. Esordisce il medesimo anno a Un disco per l’estate con il brano contenuto nel 45 giri Una favola blu, primo e unico brano della carriera di Baglioni non scritto da lui. A settembre 1970 esce il primo album; Claudio Baglioni. Il lavoro, ancora lontano dal successo planetario che arriverà pochi anni dopo, è un’opera acerba ma già intensa, poetica e sperimentale, che mostra una forte vocazione cantautoriale e una sensibilità lirica profonda. Le melodie sono spesso sospese tra atmosfere fiabesche, riflessioni malinconiche e tocchi orchestrali raffinati, grazie alla collaborazione di Antonio Coggio. Questo è l’ultimo atto del periodo che lo stesso Baglioni ha poi definito come la sua fase “Agonia”, segnata da malinconia, intensità emotiva e un desiderio quasi intellettuale di affrontare tematiche profonde, spesso anche drammatiche, intellettualismo che arriva anche a dossi ironici. Il disco infatti fu un insuccesso, nonostante il suo valore artistico che mostra le capacità del giovane cantautore di toccare con raffinatezza temi pensanti e ironici, fu ritirato dal mercato e mandato al macero.
Nel 1971 il giovane Claudio cambia completamente la sua immagine e il suo look, gettando via gli occhiali spessi e neri, il maglione e i vestiti scuri, e i capelli lisci. Il Baglioni quasi 20enne si presenta con delle camicie a fiori colorate, bracciali al polso, e i capelli lunghi e ondulati con il ciuffo davanti al viso privo di occhiali. Nel 1971, in aprile, alla Mostra dell'elettronica di Roma incontra la sua futura moglie e collaboratrice Paola Massari. Nell’estate del 1971 partecipa alla trasmissione Speciale 3 milioni, presentando i brani Cincinnato e Io una ragazza e la gente contenuti nella sua seconda pubblicazione - che il cantautore considera il suo disco di ripartenza - uscito a settembre; Un cantastorie dei giorni nostri. Il disco nella sua prima stampa presentava in copertina la dicitura «Da Speciale 3.000.000» dato il successo che aveva riscosso Baglioni con i suoi nuovi brani nella trasmissione, nel disco sono comunque presenti canzoni del precedente LP.
A settembre viene invitato al Festival internazionale della canzone di Sopot, in Polonia, dove vince il premio della critica; l'anno si conclude con una tournée di dieci giorni in Polonia. Scrive alcuni brani per Mia Martini che la cantante include nell'album Oltre la collina.
Nel 1972 interpreta tre canzoni (Fratello sole sorella luna/Preghiera semplice/Canzone di San Damiano) per la colonna sonora del film Fratello sole, sorella luna di Franco Zeffirelli, scrive pezzi per Rita Pavone, tra cui La suggestione che viene proposta nel mercato francese con il titolo Bonjour La France che raggiunge il primo posto nelle classifiche francesi.
Nello stesso 1972, Baglioni prosegue il suo tour in Polonia, dove ormai è famoso e gode di una buona reputazione. Sembra infatti che Claudio non volesse più tornare in Italia, dove non riusciva a ottenere il successo sperato. Rimaneva però in sospeso un progetto musicale, iniziato l’anno precedente, con le sembianze di una concept opera in stile musical: di esso aveva scritto solo la storia e le musiche, senza completare i testi delle canzoni. Fu convinto da amici e collaboratori a tornare e incidere il disco, che il cantautore vedeva come il «suo ultimo testamento» da lasciare alla discografia italiana. Tornato in patria, scrive di getto tutti i testi nel giro di un mese, incidendo l’album tra il 27 agosto e il 30 settembre del 1972.

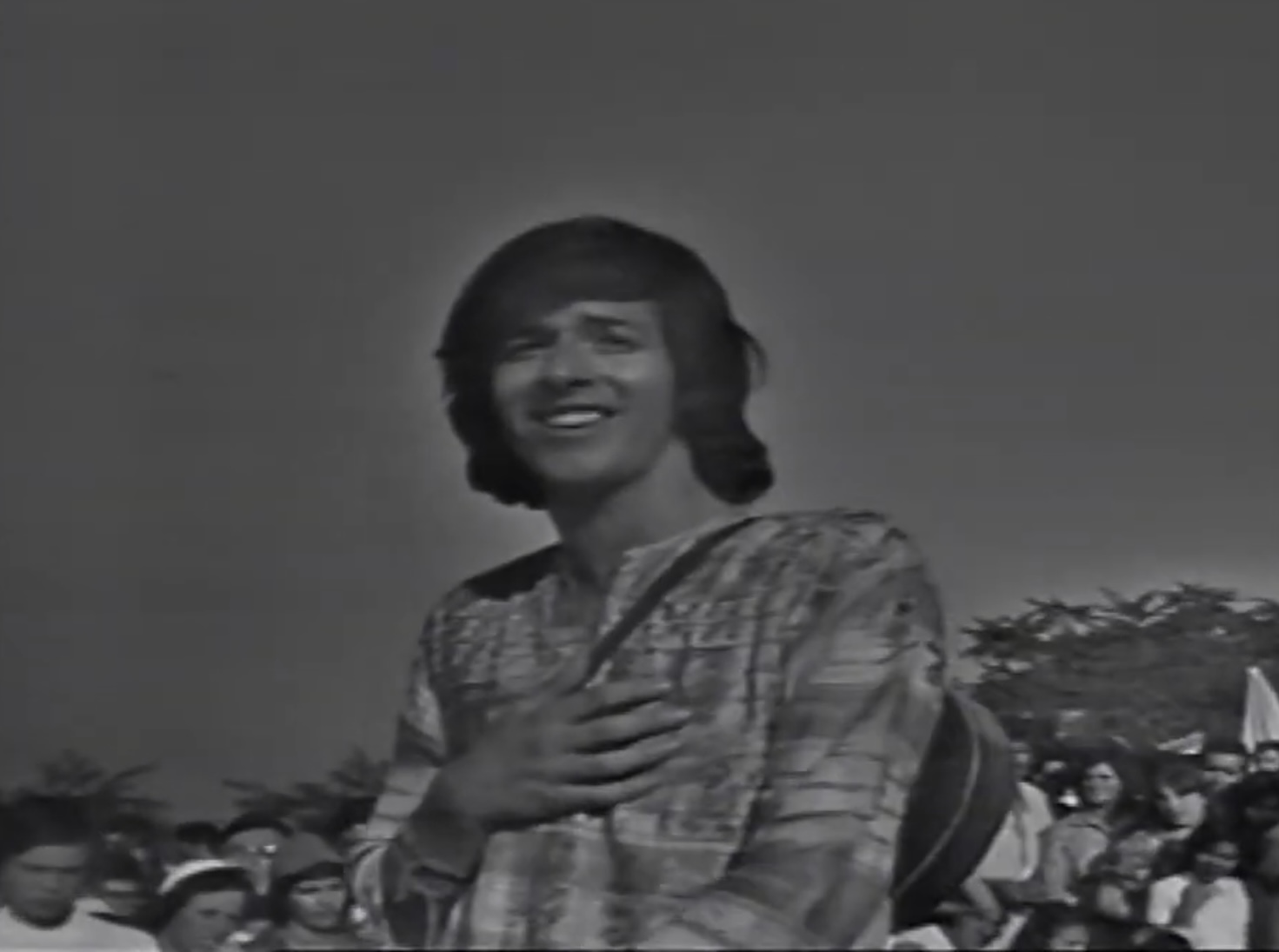
Baglioni nel 1971

Il primo ottobre 1972 esce il disco che stravolgerà per sempre la vita di Claudio Baglioni; Questo piccolo grande amore. Un concept album, quindi un lavoro discografico in cui ogni brano presente nel LP è collegato a formare un racconto, che narra la storia d'amore di due ragazzi. Proprio come Baglioni si discosta dalla moda del momento, di cantare canzoni politiche, scrivendo un disco d'amore, il protagonista dell'album analogamente scapperà all'inizio della storia da una manifestazione politica, tre le urla e gli scontri fra polizia e giovani in Piazza del popolo, creandosi la sua storia d'amore con una ragazza incontrata in un bar. La storia è tutta dichiaratamente ambientata nella città di Roma e nei suoi luoghi più famosi che vengono citati, anche nei titoli stessi dei brani, e che fanno da sfondo alle scene, non a caso infatti la copertina del disco rappresenta un disegno raffigurante il giovane Claudio e la compagna Paola di fianco al Tevere. I testi dei brani sono principalmente caratterizzati da un linguaggio gergale e diretto.
L'album e il 45 giri scalano immediatamente le classifiche arrivando a vendere oltre il milione di copie, ad oggi il singolo Questo piccolo grande amore è il più venduto di sempre in Italia con 20 milioni di copie e verrà poi premiato nel 1985 come canzone Italiana del secolo, il disco conta invece circa 1,5 milioni di copie. Nel 1973, all’interno del programma televisivo Tutto è pop, va in onda uno sceneggiato ispirato all’opera Questo piccolo grande amore, che prende le sembianze di un vero e proprio film musicale.
Nel 1973 il ventiduenne Baglioni si trova ad affrontare la “sindrome dell’opera seconda” portando a compimento un nuovo concept album di successo: dopo il successo dell'anno precedente, realizza Gira che ti rigira amore bello, un concept album, che vede Baglioni affrontare varie avventure insieme alla sua compagna di viaggio Camilla; la sua Citroën 2Cv gialla, che a fine disco l'artista brucerà per simboleggiare la fine della sua adolescenza, una fine degna di una vera e propria compagna di viaggio, da preferire al destino dello sfasciacarrozze, oltre che a segnare uno spartiacque tra il giovane Claudio studente di architettura e il cantautore di fama nazionale che da lì in poi l’Italia conoscerà. Del disco viene realizzato anche un film che fa da videoclip a tutti i brani, è la prima volta nella storia che viene realizzato un lungometraggio basato su un intero disco musicale. Nel 1974 compone il disco E tu... registrato a Parigi insieme a Vangelis, tastierista del gruppo Aphrodite's Child, che indirizzerà Baglioni verso uno stile più folk rock. Il disco però non è un concept-album come i precedenti due, le canzoni sono esperienze di vita del cantautore che si apre in un modo più autobiografico e intimo, i testi risultano più descrittivi e dettagliati. Rimane per 16 settimane consecutive primo in classifica, invece il brano che da il nome all'album vince invece il Festivalbar, diventando un brano simbolo degli anni 70.

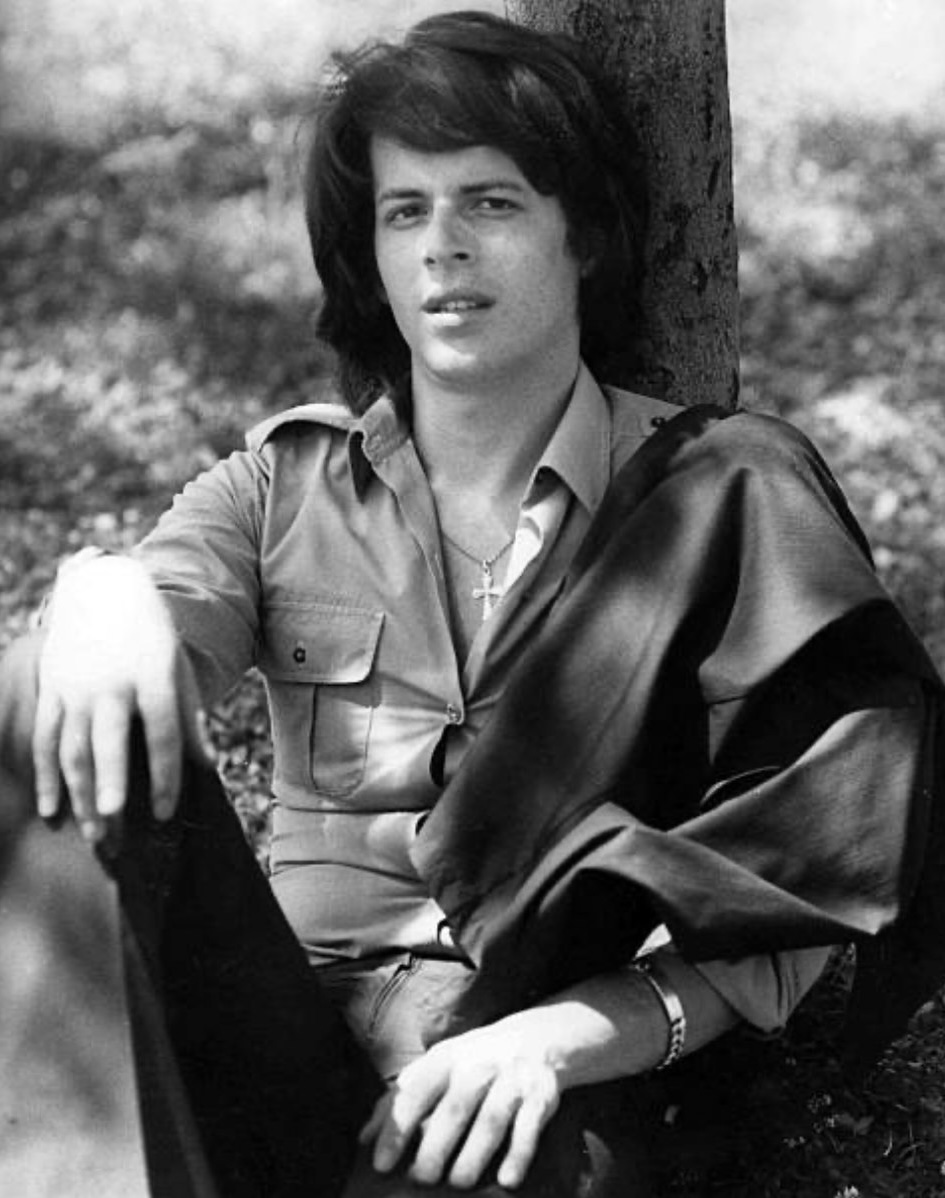
Baglioni a vent'anni

Nel 1975 esce Sabato pomeriggio: ritorna l'idea del concept album ma con una concezione diversa. A unire i brani tra di loro è infatti un filo conduttore che è il tema dell'attesa. Il titolo dell'album si ispira alla poesia Il sabato del villaggio di Giacomo Leopardi e i poemi crepuscolari. Il disco, a parte la title-track posta simbolicamente alla fine, si apre e si chiude rispettivamente con i brani: Aspettare... e ...Ed aspettare. Nel luglio 1975 realizza un concerto nel programma televisivo Senza Rete cantando tutti i brani in live con orchestra e arrangiamenti inediti, differenti da quelli originali, curati da Tony De Vita.
Nel settembre 1975 si esibisce per la prima volta all'Arena di Verona invitato come ospite alla serata finale del Festivalbar dove canta il brano Poster. Nei tempi successivi all'uscita del disco Baglioni inizia ad allontanarsi sempre di più dalla casa discografica, la RCA, che lo vuole costantemente al lavoro per sfornare un disco all'anno. Si prende quindi un anno dove girerà il Sud America realizzando alcuni concerti sull'onda del successo della collezione Sábado Por La Tarde per il mercato ispanico. Qui nasceranno le prime bozze per alcuni brani che inserirà nel disco successivo; Solo pubblicato nel 1977, primo disco in cui realizza testi, musica e produzione completamente da solo, interrompendo dunque il sodalizio con Coggio che nei primi anni di carriera supervisionava e produceva gli album. Filo conduttore dell'intero disco è, come da titolo, il tema della solitudine. Come disse in un'intervista lo stesso Baglioni l'album Solo è il primo in cui si assume totalmente la paternità non solo delle sue canzoni ma anche del suo cammino, decide di sbagliare andando avanti senza una direzione anche al rischio di deragliare da qualche altra parte, è infatti un primo momento in cui va a sfumare una certa adolescenza musicale, un disco introspettivo sulla solitudine con influenze jazz e blues. A seguito del successo riscosso dall'album Baglioni realizza la sua prima grande tournée nelle palatende e nei locali italiani denominata Con tutto l'amore che posso tour che riscuote un ottimo successo, il concerto del 24 agosto al locale Bussola viene in parte mandato in onda dalla Rai qualche mese dopo.
Nel 1978 la casa discografica CBS offre un contratto miliardario al cantautore ventisettenne per diventare la etichetta musicale ufficiale di tutti i suoi lavori da lì in avanti. Esce così nel dicembre 1978 il disco E tu come stai? un disco che, pur appartenendo alla fine degli anni '70, si proietta verso il nuovo decennio, anticipandone le tendenze musicali. L'eleganza dell'album è evidente anche dalla copertina, che raffigura Baglioni seduto su una poltrona in un salotto tipicamente anni '70, vestito con uno smoking bianco e affiancato dai suoi pastori tedeschi. Il disco abbraccia sonorità pop rock, con il titolo che si pone come un interrogativo – personale, impersonale e universale – attraverso il quale Baglioni invita a riflettere su un periodo ormai al termine (gli intensi e travagliati anni '70) e a guardare con attenzione verso il decennio in arrivo. L'album, composto interamente al pianoforte, si distingue per la raffinata ricerca armonica e melodica, elementi che conferiscono unità all'opera. Dal punto di vista sonoro, E tu come stai? si caratterizza anche per l'uso di strumenti particolari, come l'Arp Avatar, un sintetizzatore per chitarra che arricchisce le possibilità espressive dell'artista. L'atmosfera del disco è volutamente intima e "decadente". La copertina, firmata da Lucky e curata da Fabrizio Intra, ritrae Baglioni in una villa sul lago di Alleghe, accanto ai suoi due pastori tedeschi. Questa immagine riflette l'atmosfera crepuscolare del lavoro, in cui temi e composizioni si fondono in un paesaggio autunnale dai contorni sfumati. L'album avrà un grandissimo riscontro con il pubblico, ma qualche mese dopo la RCA farà ritirare tutte le copie del disco citando in tribunale Baglioni per essere passato a un'altra etichetta discografica, la CBS, mentre era ancora sotto contratto dalla prima, ma dietro la scelta di Baglioni si cela il diritto dei lavoratori che quindi vincerà la causa, il disco verrà rimesso in commercio, destinato a superare il milione di copie. Nel febbraio del 1979 prende il via la prima grande tournée di Baglioni, che riscuote un enorme successo. La prima delle quasi trenta date, quella di Torino, diventa un vero e proprio evento: Baglioni si presenta vestito di bianco davanti a un pubblico tutto suo per la prima volta, con quasi 20.000 spettatori. Alcuni giornalisti descrivono il successo come senza precedenti, sostenendo che nemmeno i grandi artisti americani avevano mai suscitato un entusiasmo simile. Si racconta che, in un momento della serata, Baglioni si sia emozionato di fronte al pubblico. A Roma invece, al Teatro Tendastrisce, realizza cinque serate consecutive, attirando complessivamente 32.000 spettatori. In questo periodo Baglioni inizia a diventare una vera e propria pop star, inizia a farsi fotografare dal fotografo di Playboy, rilasciando alla rivista anche interviste esclusive e poster con il cantautore vestito con giacche eleganti in pelle rossa e pose da star, diventa un oggetto del piacere. Il 23 giugno 1979, Baglioni fa la sua ultima apparizione televisiva degli anni ’70, partecipando a Saint Vincent. Per l’occasione si presenta con il classico smoking bianco, divenuto iconico durante l’ultima tournée. Seduto al pianoforte, esegue Un po’ di più. Sempre nel 1979, circa a dicembre, viene reso ufficialmente pubblico il matrimonio tra Claudio e Paola.

### Gli Anni '80: la consacrazione

Claudio Baglioni nel 1981

Nel 1981, dopo un silenzio discografico durato tre anni e un ritiro in una villa sul Lago di Como, Baglioni ritorna sulle scene alla soglia dei 30 anni con il disco che segna la sua maturità artistica; Strada facendo. L'album è un lavoro di sonorità Rock e Synth pop realizzato con l'arrangiatore Geoff Westley, contiene 12 tracce, di cui 8 sono dei brani e 4 sono degli intermezzi cantanti solo con voce e chitarra dallo stesso Baglioni, che formano una sorta di biografia cantata in versi. Trent’anni significa bilanci e il concetto del disco è infatti quello della strada, del parallelismo tra l'io e gli altri, tra gli intermezzi intimi del cantautore e le canzoni che raccontano di esperienze di vita o di argomenti di attualità. Considerato un concept dalla doppia lettura: un racconto da un punto di vista autobiografico molto intenso (i vari pezzi di ’51 Montesacro), ma al contempo un racconto di un ricco campionario di umanità dove Baglioni si affaccia anche su un contesto sociologico e culturale. La dicotomia tra io e altri è saldata dalla title track, che in realtà è il tema di fondo del concept: ogni uomo è un io che si trova sempre in mezzo agli altri uomini. L'album riscuote un ottimo successo, rimanendo per sedici settimane consecutive primo in classifica e trentasette in top ten. Il disco, con il suo concept studiato e con la title track che fa da tormentone estivo gli consente di vincere il premio come Miglior cantante dell’anno a Vota la Voce ed il premio come Miglior cantautore assegnato dall’Associazione Critici Discografici. Ad oggi è uno degli album più venduti di sempre in Italia con circa 1,8 milioni di copie.
Baglioni presenta l’album a Discoring rilasciando un'intervista e suonando l’incpit ‘51 Montesacro al pianoforte. Dopo qualche settimana dall’uscita del disco, che persiste in prima posizione consecutivamente, viene invitato a Saint Vincent dove si esibisce prima con Via e poi con la title-track Strada facendo, in un'esibizione che farà da videoclip al brano per tutti i passaggi radiotelevisivi. A dicembre realizza una tournée nei palasport, composta da sedici date. Riceve nello stesso mese il premio Asiago Musica Neve.
La grande richiesta di vedere il cantante in live e il successo riscosso dal disco che continua ininterrottamente a tornare primo in classifica portano il cantautore e i collaboratori a realizzare un qualcosa mai fatto prima in Italia, un intero tour con concerti realizzati nelle grandi piazze e nei grandi stadi d'Italia, nel 1982 Baglioni a soli 30 anni è il primo artista ad esibirsi in un giro di concerti così grande, che totalizzerà un milione e mezzo di spettatori. Durante uno dei concerti il pubblico si unirà in un coro da tifoseria che Baglioni accompagnerà con il pianoforte e voce; Alé-oó che diventerà il nome del tour. 
Nel Maggio del 1982 compiuti 31 anni, Baglioni diventa padre del suo primo e unico figlio Giovanni, a cui dedicherà il brano di enorme successo Avrai scritto in un solo giorno e composto negli studi di Paul McCartney. Pubblicato il 9 giugno nel 45 giri Avrai, che contiene, oltre al brano, una sua versione strumentale e l’intermezzo chitarra e voce Una casa nuova, continuazione dei frammenti di 51 Montesacro presenti nel disco Strada facendo. Eseguirà Avrai per la prima volta dal vivo durante un collegamento televisivo mentre realizza le prove per i concerti. A luglio uno dei concerti negli stadi viene mandato in onda sulla Rai con frammenti di intervista esclusiva tra un brano e l’altro, l’evento televisivo prende il nome di Un cantastorie del nostro tempo.
Il 15 settembre realizza il concerto all'Arsenale di Venezia riaperto al pubblico dopo cento anni, con un palco soprelevato sull'acqua e il pubblico raccolto nelle imbarcazioni circostanti e il 24 ottobre 1982 termina il tour con il concerto finale a Piazza di Siena a Roma, a cui accorrono oltre 180mila spettatori, registrato e trasposto nel primo disco in live del cantautore Alé-oó che in breve tempo vendette un milione di copie. 
Anche in questo periodo – come era già accaduto nel 1979 – prosegue il set fotografico curato dal fotografo di Playboy, che ritrae Baglioni mentre sfoggia uno stile a metà tra il casual e l’elegante, nelle città toccate dal tour. Da questo lavoro nasce anche un libro, arricchito da interviste esclusive. Per presentare il nuovo disco Baglioni presenzia a Domenica In cantando parte del repertorio proposto nel live. A dicembre 1982 a seguito dell'enorme successo la trasmissione televisiva Mixer Musica mandò in onda i concerti di Venezia e di Piazza di Siena in una puntata speciale dedicata all'artista.

Baglioni durante il tour Alé-oó

Nel 1984 si esibisce all'Arena di Verona, per la prima volta completamente da solo, con il pianoforte, nonostante il diluvio e la forte pioggia di quella sera il cantautore porterà al termine il mitico concerto.
Nel febbraio del 1985 Baglioni ritorna sulle scene, invitato al Festival di Sanremo per esibirsi con la sua Questo piccolo grande amore, nell'occasione decretata "canzone del secolo" a seguito di un sondaggio portato avanti nel programma Fantastico dove erano in gara le più importanti canzoni italiane, votate da quasi 11 milioni di persone. Baglioni si presenta irriconoscibile con un’immagine completamente rinnovata: abbandonati i capelli lunghi, la camicia aperta e i jeans, appare ora più maturo ed elegante, con un taglio di capelli corto e ordinato e un completo giacca e pantalone classico, il cantautore si esibirà completamente da solo con un assolo di pianoforte e voce, dato che allora non era presente l'orchestra al Festival e tutti i cantanti in gara si esibivano in playback. L'esibizione di Baglioni, l'unica in live, che tocca note altissime sconvolgerà l'intero Ariston che si alzerà in piedi in una standing ovation per Baglioni che timidamente si alzerà dal pianoforte alla fine dell'esecuzione per ricevere il premio del secolo, conferitogli da Pippo Baudo.

Baglioni nel 1985

L'8 giugno 1985 esce La vita è adesso. L'album fu un grande successo commerciale, con oltre un milione e mezzo di copie vendute. Il disco è il racconto di un’intera giornata, tutto raccontato da un preciso punto di vista (il Bar che si affaccia su Roma) che comprende un campionario vasto di umanità, ma soprattutto uno sguardo su un unico ambiente; la città di Roma evocata ma mai dichiaratamente citata, prendendo in riferimento una sola unità di tempo; l’arco di una giornata ipotetica ma che rappresenta tutta la vita. Un concept che quindi affonda nell’unità di spazio-tempo del teatro di Aristotele, raccontando di un tempo e di un luogo che rappresenta tutti gli altri, trasferendola all’interno dell’originale punto di vista “cinematografico” contemporaneo; uno sguardo che guarda da un preciso punto di vista e decide di volta in volta cosa osservare, il tutto all’interno di un contesto dichiaratamente anni Ottanta, quindi con uno sguardo anche sociologico sulla società italiana del tempo. Le registrazioni dell'album si svolsero nel Manor Studio di Oxford e alla Town House di Londra. Gli archi, eseguiti dalla London Symphony Orchestra, furono registrati agli Abbey Road Studios da Peter Mew. Alla registrazione dell'album partecipò anche Hans Zimmer.
L’album viene per la prima volta presentato il 22 maggio con un'intervista a Claudio Baglioni realizzata a Londra dagli studi di registrazione in onda sul TG1 delle 20, evento raro per l'epoca, telegiornale che dedicò un ampio servizio alla presentazione dell'album, segno tangibile della straordinaria attesa che si era creata attorno al nuovo progetto, l’album totalizzerà in pochi giorni 300 000 copie vendute solo in prevendita. Il 7 giugno durante il programma serale Serata d’Onore va in onda in anteprima assoluta il videoclip de La vita è adesso, registrato a Montecatini. Il 9 giugno va invece in onda l’intervista a Mixer Star - Faccia a Faccia dove viene annunciato il tour negli stadi. Baglioni torna a Serata d’Onore il 21 giugno cantando in assolo di pianoforte a coda il brano Uomini persi, prima di imbarcare sul traghetto per la prima data del tour allo stadio di Cagliari.
Il 22 giugno 1985 parte il tour Notti di note nei grandi stadi d'Italia che totalizza oltre un milione e mezzo di spettatori in cinquanta concerti e si conclude il 20 settembre con il concerto finale allo Stadio Flaminio di Roma, con circa 95.000 spettatori presenti e mandato in diretta RAI, è il primo concerto della storia della musica leggera Italiana mandato in diretta televisiva.
A settembre si presenta a Vota la voce, esibendosi in live con il pianoforte nel brano La vita è adesso, per ricevere il Telegatto di platino eletto artista dell’anno.
Il 5 ottobre Baglioni insieme ai suoi collaboratori e a tutta la troupe che ha lavorato al tour, si ritrova al ristorante dell’Hotel Hilton di Roma per una cena organizzata dall’artista stesso, con l’intento di festeggiare la conclusione del giro di concerti. Nel corso della serata, il programma Fantastico si collegherà in diretta con Baglioni e la festa: l’artista canterà dal vivo, dalla terrazza dell’hotel, il brano Amori in corso, con pianola elettrica e accompagnato dalla sua band, in una suggestiva interpretazione notturna con vista panoramica sulla città. A fine serata, a chiusura del programma, Baglioni raggiungerà lo studio televisivo dove eseguirà Notte di note, note di notte in una modalità innovativa: suonando contemporaneamente la chitarra elettrica e la pianola, con l’ausilio di complessi sintetizzatori e computer, anticipando le sonorità e lo stile del tour successivo.
Nello stesso anno esce il libro Notti di note con foto di Guido Harari, dove viene raccontato il tour attraverso foto e pensieri.

Baglioni nel 1985

Nel 1986 sulla scia del successo dell'anno precedente si cimenta in un progetto ambizioso e mai tentato prima nel panorama della musica internazionale dal vivo: una serie di concerti completamente in solitaria, senza band né orchestrazioni tradizionali, dove Baglioni, da solo sul palco, diventa artefice unico di suoni, ritmi e armonie. L'impresa è resa possibile grazie alla collaborazione con Pasquale Minieri, ingegnere del suono e arrangiatore innovativo, che sfrutta la tecnologia MIDI. Ogni strumento diventa multifunzione, e con la sola pressione di una tastiera o di una corda, Baglioni controlla suoni differenti, generando basi ritmiche, melodie e arrangiamenti inediti. Una sfida mentale e tecnica durissima per il cantautore, che riesce però a portare in scena uno spettacolo visionario e avanguardista. 
La storia dice che l'idea nasce durante un periodo trascorso in una casa in affitto in campagna. Lì, ritrovandosi con una vecchia chitarra, Baglioni si mette a suonare tutte le sue canzoni in modo spoglio e diretto. Da quell'esperienza intima, prende corpo il sogno di creare uno show in cui tutto venga suonato da lui stesso, manipolando le esecuzioni per dimostrare di essere all'altezza dei più grandi performer mondiali. Il MIDI viene usato in maniera effettivamente innovativa: laddove Howard Jones, il primo a fare un midi live in assoluto, usava dati preregistrati, Baglioni è invece il primo al mondo a suonare tutto dal vivo in tempo reale, splittando i suoni su ciascuna corda di una chitarra midizzata, generando dalle basi ritmiche ai sintetizzatori con il solo up and down delle dita. Con il corpo ricoperto di pad, riesce perfino a creare percussioni usando gomiti e petto, mentre con le mani controlla contemporaneamente sintetizzatori vivisezionati e programmati in diretta.
Il tour – dopo i primi quattro mesi dell'anno passati a programmare i sintetizzatori e provare le tecniche – debutta a Lecce nel maggio 1986, si trasforma in uno degli eventi più coraggiosi e avanguardistici della musica italiana. Lo show, lungo oltre tre ore, concede poco spazio ai classici, spesso stravolti e proposti in versioni irriconoscibili, suscitando shock tra i fan. Se alcuni accolgono la proposta come un atto di modernità, altri rifiutano di vedere alterati brani come Questo piccolo grande amore o Sabato pomeriggio, considerati patrimonio intoccabile dell'immaginario collettivo. Baglioni però difende strenuamente la sua libertà di autore, rivendicando il diritto di rielaborare le proprie opere senza vincoli nostalgici. I concerti continuano per evoluzione dove Baglioni modifica di volta in volta le esecuzione e migliora le tecniche totalizzando quaranta date negli stadi. 
Il tour richiama folle oceaniche: durante la tappa milanese allo stadio Giuseppe Meazza, quasi 110.000 spettatori assistono all'evento. Da questa esperienza nasce il secondo album live della carriera di Baglioni, Assolo, pubblicato a novembre 1986. Si tratta di un triplo disco one-man-band-show che raccoglie una selezione di oltre quaranta brani del passato rivisitati, e contiene l'inedito Il sogno è sempre, registrato in diretta al pianoforte, in mezzo allo stadio vuoto, al termine dell'ultimo concerto. Arricchito di un booklet con le foto scattate da Guido Harari durante la tappa all'Arena di Verona, l'album ha venduto più di un milione di copie. L’album viene presentato in un ospitata al programma Fantastico in cui Baglioni presenta l’inedito Il sogno è sempre al pianoforte accompagnato però, a differenza della versione originale, dall’orchestra.
Nel 1987 pubblica il libro Assolo Non Solo, si tratta di un documento che testimonia la complessità e il lavoro di studio che si celava dietro l'ambizioso progetto, con fotografie inedite dell'artista e gli spartiti dei brani presenti nel disco, a cura di Guido Harari, Paquale Minieri, Walter Savelli e Claudio Baglioni edito Rusconi. Nel settembre del 1987, Baglioni partecipa al programma Un segno per la vita, in prima serata su Rai, esibendosi inizialmente con il brano Poster, eseguito in un assolo di chitarra elettrica con arrangiamenti MIDI, riprendendo così la tecnica utilizzata in Assolo. Successivamente, si esibisce con il brano Uomini persi, questa volta al pianoforte, accompagnato dalla London Symphony Orchestra diretta da Lorin Maazel. Dopo di chè Baglioni si ritirerà in un silenzio artistico.
Nello stesso 1987 iniziano ad arrivare i primi gossip su una crisi di matrimonio tra il cantautore e la moglie Paola. Intorno al 1988 iniziano a trapelare alcune notizie ufficiose circa la preparazione fattiva del futuro disco: sembra che l'artista stia registrando negli studi Real World di Peter Gabriel, a Londra; in estate, un numero di Topolino dedica alcune pagine al cantautore, svelando il presunto titolo dell'ellepì che, si dice, dovrebbe chiamarsi A presto. L'attesa inizia a essere febbrile ma non è corroborata da alcun seguito concreto.

Baglioni tra i fan

Nel 1988 Baglioni ricompare nelle scene per partecipare al tour Human Right Now organizzato da Amnesty International nella tappa di Torino dell'8 settembre, insieme a Peter Gabriel, Bruce Springsteen e Sting. Qui succederà un evento che segna un vero e proprio punto di rottura per la carriera di Baglioni e per la realizzazione del nuovo disco. Durante il concerto, mentre gli spalti dello Stadio Comunale di Torino sono gremiti di fan che lo applaudono, una parte del pubblico sotto al palco lo contesta. Le cronache parlano di pomodori e bottigliette lanciate contro il cantautore, il quale risponde ricordando l’importanza della causa umanitaria alla base dell’evento, che va oltre la semplice “voglia di stare insieme”. La situazione diventa così tesa che Peter Gabriel è costretto a salire sul palco durante l’esibizione e improvvisare un duetto con Baglioni per placare la contestazione. Nonostante questo Baglioni porterà a termine il concerto.
Nel 1989 escono le prevendite del nuovo disco presentato con il titolo di Un mondo più uomo sotto un cielo mago con una brochure ad ante con il cielo rosso-blu in tramonto. Nello stesso anno Claudio Baglioni, viene anche fotografato di nascosto da Novella 2000 con la nuova compagna Rossella Barattolo, conosciuta nel 1987. Il disco annunciato dalla CBS subisce vari ritardi e viene continuamente rimandato, si vocifera anche che Baglioni in un momento di pentimento decide di strappare tutti i testi e riscriverli completamente da capo.

### Gli Anni '90: la trilogia e le innovazioni
Nel novembre del 1990, qualche giorno prima della presentazione del nuovo album, in una notte piovosa Baglioni rimane vittima di un incidente stradale con la sua Porsche andandosi a schiantare in via della Camilluccia, nella periferia di Roma, contro la Villa Fendi a pochi metri dalla residenza dell'artista nel quartiere Monte Mario. Portato d'urgenza alla clinica Quisisana, il referto medico cita che il cantautore riporta gravi ferite alle mani, al viso e un taglio di circa otto centimetri alla lingua. Nei giorni immediatamente successivi il profondo taglio alla lingua è ulteriormente ridotto grazie ad un intervento col laser, così come le ferite al viso grazie all'ausilio di nuove tecniche di chirurgia plastica. Dimesso dalla clinica fa la sua prima apparizione televisiva al Maurizio Costanzo Show, in una puntata speciale interamente dedicata a lui per presentare il nuovo disco, Baglioni è ancora visibilmente sconvolto dall'incidente e dimagrito. Nonostante ciò regala un'esecuzione al pianoforte e voce che il Teatro Parioli accompagna in coro.

Claudio Baglioni negli anni 90

Il 17 novembre 1990 esce Oltre sottotitolato un mondo uomo sotto un cielo mago. Registrato e prodotto nel giro di tre anni, rappresenta il progetto più ambizioso e monumentale della carriera di Baglioni ed è considerato dalla critica specializzata il suo album capolavoro, composto da 20 brani che sperimentano la world music con la partecipazione di artisti internazionali come Paco de Lucía, Youssou N'Dour, Pino Daniele e Mia Martini. Il disco è basato su un poema enorme scritto da Baglioni chiamato guscio, presente nel cofanetto del disco per i 500 000 fan che lo prenotarono l'anno precedente. Definito come un album magico Baglioni lo presentò come un disco dall’origine verso l’origine, dove il protagonista va alla ricerca delle sue origini senza sapere quale sia la sua meta (l’uomo in cerca del suo destino), una sorta di monologo interiore basato sul flusso di coscienza che vede protagonista Cucaio alter-ego di Claudio, di cui si traccia una sorta di biografia a ritroso.  L'album è suddiviso in quattro parti, ciascuna rappresentata da uno dei quattro elementi della natura: acqua, fuoco, terra e aria. Il filo conduttore che attraversa tutto il processo creativo è la vicenda di Cucaio, una sorta di alter ego "fantastico" dell'autore. Il nome Cucaio deriva dalla storpiatura che il piccolo Baglioni faceva del proprio nome. La storia di Cucaio è narrata attraverso un onirico flusso di consapevolezza, che anima il booklet all'interno della copertina. Quest'ultima è adornata da segni, tratti, simboli e colori ispirati all'arte aborigena, creando un collegamento visivo e simbolico con l'intero progetto. Il disco sarà un punto di rottura per la discografia di Baglioni, segnando un vero e proprio sparti acque tra la precedente attività artistica del cantautore e ciò che ne seguirà. Inizialmente infatti dal grande pubblico il disco riceverà fredde accoglienze, ma sarà anche il momento in cui i critici musicali inizieranno a lodare Baglioni per il colossale lavoro, Oltre infatti sorprese i critici musicali e i giornalisti italiani.  Nei tempi immediatamente successivi all’uscita del disco i brani acquistano sempre più popolarità, portando poi l’album a raggiungere il traguardo di un milione di copie vendute entro il primo anno dall’uscita. Nel frattempo, cresce l’attesa per il ritorno di Baglioni sul palco.
Dopo aver presenziato nel programma televisivo Fantastico, prima a dicembre 1990 in collegamento dalla sua villa in Anseodonia dove presenta il brano Dagli il via con la band improvvisata nella taverna della casa, poi nel gennaio del 1991 direttamente nello studio del programma presentando altri tre brani del disco accompagnato dalla band, nei primi mesi del 1991 Baglioni e i suoi musicisti decidono di realizzare una serie di concerti a sorpresa nei locali e discoteche di varie città italiane che culminano con il concerto a sorpresa a Roma il 16 marzo 1991 realizzato sopra un camion in movimento che girava le periferie della città, inseguito da migliaia di fan.

Claudio Baglioni durante il concerto a sorpresa sul camion del 1991

Il 2 giugno 1991 si presenta per la prima volta alla Festa dei Carabinieri dove canta, accompagnato da un'orchestra, il brano Tamburi lontani. Continuerà anche in seguito questo legame tra l’Arma dei Carabinieri e Baglioni, da notare che il padre del cantautore, Riccardo Baglioni, era un maresciallo. Il 20 giugno dello stesso anno si esibisce a Tosa de Mar in Spagna, accompagnando al pianoforte Montserrat Caballé che esegue una versione lirica di Sabato pomeriggio, Baglioni poi da solo presenta al pianoforte Mille giorni di te e di me e alla chitarra il brano Domani mai. Il 23 giugno si esibisce per l'apertura del Campionato Europeo di Basket al Palazzo dello Sport di Roma.
Il 3 luglio del 1991 Claudio Baglioni ritorna con il concerto Oltre una bellissima notte allo stadio Flaminio di Roma che viene eletto "Miglior concerto dell'anno nel mondo" dalla rivista Billboard grazie all'innovativa concezione del palco, posizionato al centro dello stadio e aperto in ogni direzione.
Dopo il concerto del 3 luglio viene premiato a Vota la voce con un premio speciale alla carriera e per l'ultimo lavoro discografico, viene anche intervistato a settembre da Alain Elkann. Sempre a settembre invece presenzia come ospite alla Mostra del cinema di Venezia cantando il brano Fratello sole, sorella luna che incise nel 1972 per l'omonimo film. Ad ottobre è ospite nel programma televisivo Mediaset dedicato ai 40 anni di Tv sorrisi e canzoni, insieme Gino Paoli ed Enzo Jannacci condotto da Gianni Morandi, con i quali duetta. A dicembre 1991 è ospite nel programma Prisma.
Dalla concezione del palco al centro del concerto del luglio 1991 parte il tour Oltre il concerto realizzato da gennaio a maggio 1992 nei palasport, ad inizio 1992 infatti presenzia più volte in collegamento televisivo a Domenica In durante le prove dei concerti, il tour sarà un successo con un totale di 51 date e 700 000 spettatori e prosegue in una parentesi estiva con il titolo di Assieme sotto un cielo mago, sempre con il palco al centro negli stadi all'aperto nel luglio 1992. In estate viene premiato a Vota la voce per la migliore tournée dell'anno. Spezzoni di questi lunghi giri di concerti vengono documentati nel disco live Assieme uscito a luglio e caratterizzato da un taglio prevalentemente estivo con una copertina dai colori sgargianti e solari e nuovi arrangiamenti più movimentati.

Claudio Baglioni durante il periodo del tour Assieme, 1992

Nel settembre del 1992 dopo l'uccisione dei magistrati Giovanni Falcone e Paolo Borsellino, Baglioni partecipa al concerto contro la mafia "Giù la maschera" a Palermo, cantando la canzone Noi no. Viene anche eletto in diretta da Montecatini "personaggio dell'anno" nella trasmissione Top20 alla quale concede un'intervista.
A novembre dello stesso anno esce la controparte invernale AncorAssieme tratta dai concerti realizzati negli stadi, arene e anfiteatri con il classico palco frontale a cui fa da sfondo il cielo serale delle più belle zone di villeggiatura italiane, la modalità di esecuzione dei brani e gli arrangiamenti sono più folk. Baglioni spezza così in due cd la lunga serie di concerti dopo il complesso e innovativo doppio album in studio Oltre. I due album live sono registrati con il sistema olofonico digitale Roland Space Sound che permette una percezione del suono spaziale, contribuendo al senso centrale della scena.
A dicembre 1992 è ospite nelle due puntate del programma televisivo di Adriano Celentano; Svalutation. Questa partecipazione segna una svolta nell'atteggiamento pubblico di Baglioni, che mostra un lato inedito di sé: spiritoso, autoironico e canzonatore. Un cambiamento che non riguarda soltanto il suo rapporto con le telecamere, ma che riflette soprattutto una nuova confidenza con sé stesso. Superata l'innata timidezza, Baglioni si presenta come un vero e proprio personaggio televisivo, capace di scherzare e prendersi in giro con grande simpatia. Nel corso delle due serate, oltre a interpretare due suoi brani; Mille giorni di te e di me e Io dal mare, si cimenta anche nell'esecuzione di alcuni classici di Adriano Celentano, dimostrando una sorprendente vena ironica e un piacere genuino nel giocare con la propria immagine.
Nel 1993 nasce l'associazione culturale CLAB, il fan club ufficiale di Baglioni, il nome è un gioco di parole tra il concetto di "club" e il nome dell'artista; Cla che indica il diminutivo di Claudio e la B l'iniziale del cognome. Il primo articolo distribuito dall'associazione per gli iscritti è una VHS che include un'intervista inedita a Baglioni riguardante la sua carriera artistica, dal 1995 in poi l’associazione realizza i Raduni Clab; degli eventi di ritrovo a cadenza annuale tra Baglioni e i suoi più stretti fan.
Nell'agosto del 1994, dopo un lungo periodo di silenzio, Claudio Baglioni torna con un'intervista rilasciata per il settimanale Sette del Corriere della Sera. Nell'occasione, il cantautore conferma ufficialmente di essere al lavoro su un nuovo progetto discografico, che appare già in fase avanzata, pur precisando con la consueta prudenza che nulla è ancora definitivo e che non esclude possibili ripensamenti dell'ultima ora. Lo stesso Baglioni, infatti, ammette che il disco, ancora privo di un titolo ufficiale, potrebbe intitolarsi provvisoriamente Appunti sparsi su quel che c'è, proprio a sottolineare la dimensione instabile e aperta dell'opera in lavorazione.
Nell'estate 1994 viene scelto per comporre l'inno dei Mondiali di Nuoto, Acqua nell'acqua che verrà poi incisa nuovamente nel successivo album in studio con cambiamenti di testo. Il 31 agosto presenta il brano alla serata d’apertura del campionato allo Stadio del nuoto al complesso Foro Italico di Roma, in un palcoscenico allestito davanti alla piscina olimpionica circondata dalle gradinate colme di spettatori, nella stessa serata Baglioni esegue in un assolo di piano il brano Nel blu dipinto di blu coinvolgendo l’intero pubblico in una suggestiva reinterpretazione armonizzata dai suoi celebri virtuosismi vocali.
Nello stesso anno viene ufficializzata la relazione tra Claudio Baglioni e Rossella Barattolo, iniziata in segreto e ripresa dopo un periodo di lontananza mentre Baglioni lavorava al disco.

Baglioni nel 1995

Nel 1995 esce Io sono qui. Baglioni ritorna sulle scene con un ambizioso progetto condito da operazioni di marketing studiate al millimetro. Il disco è strutturato come se fosse un film con un inizio, una fine, l’intermezzo e poi primo, secondo, terzo e quarto tempo che anticipano le canzoni successive descrivendole come scene cinematografiche. Il tema del disco gioca intorno al dualismo attori e spettatori, dove tutti siamo protagonisti della nostra vita e della vita degli altri, dove indossiamo ogni volta una maschera diversa. L'album scandaglia il complesso tema del rapporto tra "volto" e "maschera"; la vita perennemente sospesa tra "finzione" e "realtà", e l'uomo sempre combattuto tra il farsi "interprete" di sé stesso e l'essere, invece, ciò che realmente è. Il 23 settembre, giorno di uscita del disco, il brano Io sono qui viene presentato con un videoclip in prima serata su Canale 5. Per pubblicizzare l'uscita del disco Baglioni realizza anche un concerto a sorpresa a Castelluccio di Norcia, spuntando lì con un camion giallo e accompagnato da troupe e band, al concerto, che era già stato accennato in qualche articolo di giornale, accorrono tantissimi fan. L'idea dei concerti a sorpresa continua poi con quello a Siena durante la marcia della pace e quello a Ostia sul lungomare di Roma. Il giro di concerti prende il nome di Tour Giallo, che apre i tour dei colori, il giallo viene scelto in questo caso perché il colore dell'improvvisazione.
Nel gennaio 1996 parte il Tour Rosso, l’elemento distintivo dello spettacolo è stata la totale assenza di barriere tra l’artista e il pubblico: non esiste un palco tradizionale, ma una struttura scenica al centro dei palasport dove si esibivano Baglioni e la Band e occasionalmente i ballerini, intorno al quale gli spettatori erano disposti a 360 gradi. Questo innovativo impianto scenico, unito a coreografie, effetti visivi giochi di luci e alla presenza dinamica di un Baglioni che salta e si muove per il palasport avvicinandosi al pubblico che può anche toccarlo e avvicinarsi, ha trasformato ogni concerto in un evento immersivo e teatrale, in cui la dimensione spaziale sembra continuamente modificarsi. Il tour realizzò il record di spettatori e di ripetizioni dell'anno con 51 date e 700 000 spettatori totali, venne considerato come il tour infinito, partito a gennaio e finito ad aprile del 1996, registrato e distribuito poi nella sua tappa finale nel VHS Baglioni nel Rosso.
Ad aprile 1996 va in onda su Canale 5 Io sono qui: Baglioni nel Rosso che documenta i retroscena del glorioso tour visto da due punti di vista; la telecamera principale e una videocamera che Baglioni porta in giro durante le preparazioni dei concerti. Nell'estate del 1996 Baglioni partecipa al programma Un disco per l'estate di cui il suo brano Acqua nell'acqua né diventa la colonna sonora.
Tra il 1995 e il 1996 partecipa più volte come ospite al programma televisivo Quelli che il calcio stringendo un legame e un'intesa con il presentatore Fabio Fazio, canta anche la sigla del programma con Enzo Jannacci nel settembre del 1996.

Sempre a settembre 1996, per concludere il giro di tournée, riprende l’idea del camion giallo utilizzata per presentare il disco l'anno precedente. Vengono quindi organizzati concerti nei grandi spazi aperti delle principali città italiane, dove vengono posizionati due camion che, una volta aperti, si trasformano in palcoscenici con palco frontale, l'impostazione scenica e musicale è completamente differente dal tour realizzato nei palasport, i concerti si presentano come eventi musicali più tradizionali con un arrangiamento più rock e popolare. Così vengono realizzati quattordici concerti che prendono il nome di Tour Giallo Elettrico, registrato e trasposto insieme al Tour Rosso nel doppio album dal vivo Attori e spettatori uscito a dicembre 1996.

Baglioni in concerto nel 1996 sul camion giallo

Finite le due grandi tournée dell'anno Baglioni si esibisce il 27 ottobre 1996 davanti al Colosseo per il World Food Day Concert, un concerto gratuito con la partecipazione di altri artisti italiani e internazionale contro la fame nel mondo per l'organizzazione FAO di cui Baglioni ne è ambasciatore artistico, l'evento fu trasmesso in diretta dalla Rai. Sempre ad ottobre 1996 esce un'edizione speciale del fumetto Dylan Dog, opera di Claudio Villa, dove il protagonista incontra il cantautore romano, dando vita e creando una storia fumettistica basata su una delle canzoni più evocative dell'album appena uscito; Le vie dei colori. Il personaggio di Tiziano Sclavi era peraltro già stato citato da Baglioni nella canzone Nudo di donna, contenuta in Io sono qui.
A dicembre 1996 tiene il concerto Amori in corso al Piper Club di Roma mandato in differita su Canale 5. Nel natale 1996 presenzia come ospite al Concerto di Natale in Vaticano cantando il brano Avrai al pianoforte.
La sera del 31 dicembre 1996, a sorpresa, sulla Rai viene mandato in onda un cortometraggio intitolato L’ultimo giorno dell’anno da un posto nel mondo, in cui Baglioni esegue con la chitarra elettrica una versione riarrangiata — con testo aggiuntivo — del brano Noi no, registrata nella notte all’interno degli studi di Cinecittà, in uno scenario suggestivo tra fiamme e oggetti che prendono fuoco. Il brano verrà poi inserito nell'EP Noi no, noi mai più in regalo per i membri del Clab, nel 1998.
Nel 1997 dall'amicizia con Fabio Fazio nasce il programma televisivo di enorme successo Anima mia, il programma era centrato sull'immaginario collettivo degli anni settanta (per la precisione, prendeva in esame gli anni dal 1968 al 1983), e rievocava i vari miti e le mode della cultura di massa italiana (soprattutto televisiva) di quegli anni, affrontandone la rilettura con notevoli dosi di ironia. Il nome prende spunto dall'omonima canzone dei Cugini di Campagna che Baglioni canterà durante il programma, fu un grande successo di critica e pubblico vincendo il Telegatto come trasmissione dell'anno al Gran Premio Internazionale dello Spettacolo e diventando uno dei programmi più visti della storia della Rai. Buona parte dei brani cantanti nel programma sono racchiusi nel disco di cover Anime in gioco, che si apre con Fabio Fazio che scherzosamente grida a Baglioni poco prima dell'inizio del brano d'apertura Ma che musica maestro; «fermo Claudio... sei rovinato!» giocando sull'assurdità di un mito come Baglioni finito a cantare vecchi successi anni 70. Tra i brani presenti nel CD troviamo, oltre la già citata Anima mia, anche una versione moderna di Figli delle stelle in duetto con lo stesso Alan Sorrenti, E la vita la vita cantata con Enzo Jannacci, il brano Il nostro concerto cantata con Orietta Berti - che poi Baglioni eseguirà da solo a Vota la voce 1997 vincendo come miglior artista dell'anno - e varie canzoni di cartoni animati e programmi televisivi.
Nel marzo 1998 esce il libro C'era un cavaliere bianco e nero, una raccolta fotografica che attraversa le ultime avventure dell'artista dal 1995, accompagnata da pensieri e parole di un viaggiatore che parla ai suoi lettori.
Per il centesimo anniversario della FIGC viene chiamato a scrivere su commissione un inno per la nazionale Italiana di calcio; Da me a te che Baglioni presenta e canta a Parma in anteprima in occasione dell'amichevole Italia-Paraguay.
Il 25 maggio esce in allegato con il Corriere della sera l'EP Da me a te, contenente dodici versioni della traccia inno scritta per la Nazionale.

Nel 1998 realizza un tour negli stadi di Roma (di cui due date), Milano, Palermo e Napoli: Su Rai 2 vengono trasmessi in diretta i concerti dell'Olimpico di Roma (100 000 spettatori) e di San Siro a Milano (85 000 spettatori). Il tour Da me a te con la concezione del palco al centro e il pubblico che lo circonda riempiendo l'intero stadio termina con numeri trionfali, il totale degli spettatori paganti nei cinque concerti-evento supera 380 000. Il concerto del 6 giugno 1998 detiene tuttora il record di numero spettatori più alto di tutti i tempi per un evento sia sportivo che musicale nella storia dello stadio Olimpico. Una delle peculiarità più rivoluzionarie del tour è la struttura del palco, concepito per garantire una visibilità e un’acustica ottimali a 360 gradi. La posizione centrale, inedita in ambienti così grandi come l'Olimpico e il San Siro, ha reso necessario l’utilizzo di un impianto fonico e di luci distribuito in maniera circolare, permettendo una diffusione uniforme del suono e una perfetta illuminazione da ogni angolazione. Questa soluzione, oltre a valorizzare l’esperienza degli spettatori, ha trasformato lo spazio dello stadio in un’arena immersiva, adornata da un palco a forma di croce che si esente per i lati del campo confluendo nello spazio centrale che diventa un enorme palcoscenico dove si esibiscono Baglioni che si muove per tutto il suo spazio a disposizione, la band e l'orchestra di violini che a seconda della scenografia segue diverse modulazioni e posizioni e dai corpi di ballo, il tutto eseguito in un ambiente di luci laser, giochi visivi e fuochi d'artificio. Nel concerto dell'Olimpico Baglioni entra in scena aprendo l'evento suonando insieme alla band sopra un camion giallo che compie il giro intero dello stadio lungo la pista di atletica. Prima del concerto del 6 giugno, Baglioni rilascia un’intervista a Cronaca in diretta, in collegamento dallo Stadio Olimpico, nella quale svela la struttura e il concept del palco di cui la realizzazione avvenuta in tempi record registrando il sold out in sole tre settimane di annuncio, con una seconda data aggiunta l’8 giugno per soddisfare l’enorme richiesta. Durante l’intervista, Baglioni introduce anche la novità di poter usufruire di una visuale alternativa del concerto-evento collegandosi attraverso il suo sito internet con la possibilità di vedere il backstage e i preparativi in diretta, operazione tra le più innovative degli anni 90 in ambito tecnologico, allestisce poi anche uno stand all'interno dell'Olimpico dedicato alla sua carriera ì come un enorme expo dove acquistare gadget e dischi.

Baglioni durante le prove del concerto evento allo Stadio Olimpico di Roma, 6 giugno 1998

Durante le prove del concerto di Napoli allo Stadio San Paolo, in collegamento con Quelli che il calcio Baglioni presenta l’inno scritto e composto da lui stesso dell'Atletico Van Goof, squadra calcistica nata goliardicamente dal programma televisivo.
Nel periodo estivo del 1998, da un’idea nata per smorzare i grandi concerti da stadio, Baglioni inizia a esibirsi in una serie di performance a sorpresa. Tra le più famose; l’esibizione a Napoli, dove si camuffa da hippy con barba e capelli lunghi e occhiali da sole mentre suona da solo una chitarra elettrica, e il concerto sul tram di Milano, dove invece si esibisce senza alcun travestimento insieme alla sua band, attirando un grande afflusso di persone.
Il 23 luglio 1998, Baglioni è ospite a Musicultura, in occasione del Premio Città di Recanati, dove si esibisce in un mini concerto dai suggestivi arrangiamenti. Baglioni, alla tastiera, è accompagnato da Paolo Gianolio alla chitarra, Elio Rivagli alle percussioni e alla batteria, e da due orchestre sinfoniche: una di sax e una di violini.
Il 30 luglio 1998 si esibisce in un concerto di un'ora sulla nave Amerigo Vespucci al porto di Lisbona per l'Expo 1998.
A fine 1998 esce la raccolta A-Live, un'antologia dal vivo del cantautore, il CD contenente tre dischi presenta nei primi due dischi alcune esibizioni live dell'artista e nel terzo disco i live delle ultime tappe negli stadi del tour Da me a te, la raccolta comprende poi un'ultima traccia inedita Arrivederci o addio.
Nell’ottobre del 1998, Baglioni fa la sua ultima apparizione televisiva con i capelli brizzolati, tipici del suo look anni Novanta, già leggermente più corti e tendenti al bianco rispetto ai mesi precedenti, nel programma televisivo Taratata in un'inedita ospitata insieme a Lucio Dalla con il quale duetta vari brani, tra cui Domani mai. Nella stessa intervista, Dalla consacra il brano come un capolavoro, confessando di invidiare Baglioni per non averlo scritto lui. Riappare poi nel 1999 con un nuovo stile, sfoggiando capelli completamente bianchi e corti, prima durante il raduno Clab a giugno a Cinecittà, e successivamente sulla copertina del nuovo disco.
Nel giugno del 1999, mentre si vocifera dell'uscita del nuovo album, dopo sei mesi di assenza torna a sorpresa al Teatro dell'Opera di Roma con un concerto di beneficenza, Loro sono là. L'esibizione, interamente acustica, lo vede protagonista in un assolo di pianoforte, chitarra e voce. Gli incassi furono devoluti a favore dei bambini dei Balcani.
Nell'estate del 1999 va in onda una pubblicità della Omnitel con protagonista Megan Gale, nella quale si sente in sottofondo una melodia accompagnata dai vocalizzi di Claudio Baglioni. Si tratta del ritornello di Cuore di aliante, brano che anticipa l'uscita imminente del nuovo album, la cui presentazione avverrà solo qualche mese dopo.
Tra novembre e dicembre 1999 - a due anni di distanza da Anima mia - Baglioni conduce, anche questa volta con Fabio Fazio, il programma televisivo L'ultimo valzer; in uno studio a forma di astronave si va a ripercorrere per sei puntate (a cadenza settimanale) tutti gli eventi più importanti del millennio che si sta per concludere tra canzoni e serie televisive, come un enorme bagaglio dove mettere tutte le più belle cose da portare nel 2000.
Nel 1999 esce Viaggiatore sulla coda del tempo un disco innovativo che affronta il tema della fine del millennio e delle nuove tecnologie, parallelamente alla storia di un viaggiatore verso questo futuro ignoto. Considerato uno tra i progetti più ambiziosi, complessi e colti dell’intera opera discografica del musicista, segna il passaggio del millennio attraverso un viaggio tra spazio e tempo di un viaggiatore. Siamo alla vigilia di un triplice, importante, passaggio: in un'unica notte (il 31 dicembre del ’99), infatti, cambieranno anno, secolo e millennio. Una data dalla fortissima portata evocativa, nell’approssimarsi della quale Baglioni si sente spinto a indagare in profondità il rapporto dell’uomo con se stesso e, soprattutto, con il tempo oltre a quell’equilibrio, mai facile da individuare e sempre precario, tra passato, presente e futuro. Dodici canzoni per un “concept album”, che descrive l’intera parabola di un viaggio attraverso il tempo, alla ricerca di sé. Un viaggio partendo per il quale ci viene chiesto di non confondere il percorso con la meta e di non preoccuparsi del fatto di “non sapere bene dove andare”. L’obiettivo, infatti, non è arrivare, ma viaggiare. L'album vende oltre mezzo milione di copie in un solo mese. Il primo singolo tratto dall'album, Cuore di aliante, sarà usato negli spot della compagnia Vodafone (allora, Omnitel), permettendo così agli utenti di ascoltare in anteprima il brano. Il nuovo disco viene presentato negli hangar di quattro aeroporti italiani (Firenze, Milano, Napoli e Catania) che il cantante raggiunge tutti nello stesso giorno (30 ottobre 1999) a bordo di un ATR 42.

Baglioni nel 1999

Baglioni dichiarerà che i tre dischi degli anni 90 compongono la cosiddetta Trilogia del tempo o Trilogia dei colori, i dischi infatti sono collegati tra loro e rappresentano rispettivamente il passato (Oltre, 1990), presente (Io sono qui, 1995) e futuro (Viaggiatore sulla coda del tempo, 1999). Chiamata anche dei colori perché il primo del 1990 è rappresentato dal rosso, il secondo del 1995 dal giallo e l'ultimo del 1999 dal blu. I tre colori confluiscono insieme e vengono accennati nella copertina del disco del 1995.
Il 31 dicembre 1999, nell'ultima notte del secondo millennio, Baglioni si esibisce in un concerto in piazza San Pietro, al Vaticano, alla presenza di oltre 380 000 spettatori compreso papa Giovanni Paolo II; il concerto, trasmesso in diretta televisiva Rai e in mondovisione, vede per la prima e fin qui unica volta un artista esibirsi in uno scenario simile.

### Gli anni 2000: la ricerca scenica
Nel 2000 inizia il cosiddetto Tour blu che promuoveva il disco dell'anno precedente, il giro di concerti è caratterizzato da un taglio futuristico come il disco del 1999 con schermi di proiezione e luci laser, i concerti incominciavano con una sorta di ologramma tridimensionale che aveva le sembianze di un viso robotico di nome Claud; un alter ego dell'artista che annunciava di venire dal futuro e tra una canzone e l'altra compariva per raccontare la sua storia affiancata da pensieri e messaggi dal futuro, l'immagine virtuale cita che fin quando la sua musica verrà ascoltata il viaggiatore non sarà partito invano, realizzato nei palasport con la concezione del palco al centro.
Nell'estate del 2000 Baglioni torna in una dimensione più classica alla ricerca di una nuova impostazione scenica e musicale con il tour Sogno di una notte di note, dal quale è tratto l’omonimo album live denominato anche Acustico. Il tour infatti vede l'artista esibirsi nei teatri greco-romani all'aperto rivisitando le proprie canzoni in chiave acustica con palchi costruiti in legno e presenze di oggetti e strumenti cinquecenteschi, epoca richiamata anche nel dentro copertina del disco che presenta le bozze delle invenzioni di Leonardo Da Vinci e dal nome stesso del tour che richiama l'opera di William Shakespeare, Sogno di una notte di mezza estate che Baglioni cita nel prologo e nel finale del cd.
Baglioni, come Shakespeare, ha spesso esplorato il tema del sogno e della magia nella sua musica, in particolar modo nella Trilogia del Tempo – Oltre (1990), Io sono qui (1995) e Viaggiatore sulla coda del tempo (1999) – tre album che affrontano il viaggio attraverso epoche e dimensioni, tra il reale e il metafisico, tra la carne e l’anima. In Sogno di una notte di note queste tre opere trovano grande spazio, a conferma di un legame profondo tra il progetto live e quella visione artistica in cui la notte diventa un palcoscenico di possibilità infinite, proprio come nella commedia shakespeariana.

Baglioni durante il tour Sogno di una notte di note nell'agosto del 2000

L’ambientazione notturna ha sempre avuto un ruolo centrale nell’immaginario di Baglioni: la notte è il tempo della rivelazione, del cambiamento, della poesia. È il momento in cui gli amanti si incontrano e si perdono, in cui i sogni prendono forma, in cui la musica diventa racconto. Anche il teatro è un elemento ricorrente nella sua carriera, non solo per la dimensione spettacolare dei suoi concerti, ma per la struttura stessa di alcuni suoi album, come Io sono qui, che si sviluppa in modo cinematografico e si chiude con Titoli di coda, brano che non a caso conclude anche Sogno di una notte di note, a sottolineare il carattere di un’opera pensata come un vero e proprio spettacolo dal vivo.
L’amore, motore di ogni grande storia, è il filo conduttore sia di Shakespeare che di Baglioni. Nella commedia elisabettiana, l’amore è incantesimo, desiderio, smarrimento e riconciliazione, proprio come nelle canzoni di Baglioni, dove il sentimento si fa epico e quotidiano, terreno e mistico. L’amore raccontato da Baglioni è un viaggio attraverso la vita, tra euforia e malinconia, e proprio questa dimensione di viaggio trova la sua espressione più pura in un live che ripercorre il meglio della sua carriera con una nuova veste sonora.
Un altro elemento che rende Sogno di una notte di note unico è la scelta di arrangiare tutto il concerto in acustico, un modo per riportare la musica a una dimensione più intima, quasi primordiale. A questa scelta sonora si accompagna l’ambientazione scenica: palcoscenici in legno, posizionati in suggestivi anfiteatri greco-romani e arricchiti da oggetti cinquecenteschi. Un rimando al passato che trova ulteriore espressione nella copertina del CD, dove l’interno raffigura schizzi e invenzioni di Leonardo da Vinci, come a voler creare un filo invisibile tra epoche e arti diverse, tra sogno e realtà.
Nel 2001 inizia il giro di concerti Incanto tra pianoforte e voce nei teatri Italiani dove si esibisce con il solo pianoforte, ed è la prima volta che la musica pop entra nei teatri lirici di tradizione. Il tour totalizza oltre 60 date. L'ultimo concerto realizzato al Teatro San Carlo di Napoli fu registrato e mandato in differita su Tele+, gli incassi di quest'ultimo concerto furono devoluti in beneficenza.
Sempre nel 2001 si aggiudica il premio "Internet Winner" per il maggior numero di contatti al suo sito web nell'ultimo anno (oltre 17 milioni), anche grazie al lancio di un'operazione che non ha precedenti in Italia: la vendita on-line di brani in formato MP3 dell'album Incanto tra pianoforte e voce.
La notte dell'Epifania del 2002, Baglioni si esibisce al pianoforte tra le rovine del Teatro Petruzzelli di Bari, distrutto dieci anni prima a causa di un violento incendio. Esegue il brano Per Incanto, adattamento della Cantata 147 di Bach, accompagnato dal Coro Petruzzelli e dall'Orchestra Sinfonica della Provincia di Bari. Successivamente propone un medley dei suoi grandi successi esibendosi in assolo con pianoforte e voce. L'evento viene trasmesso su Rai 1.
Nel maggio 2003 esce l'album in studio Sono io - l'uomo della storia accanto. Baglioni ritorna sulle scene con un nuovo album di inediti, secondo quanto dichiarato dall'artista i testi sono meno criptici ed è un concept album molto più umano rispetto ai precedenti. Nell'estate del 2003 ottenne un ottimo successo di vendite raggiungendo la prima posizione della hit parade italiana e vendendo nel solo mese di maggio 300.000 copie, successo confermato anche dalla tournée partita nella stessa estate che tocca gli stadi di sette città tra cui Roma, Catania, Napoli e Milano, con la concezione del palco al centro strutturato come un ponte che attraversa il campo per intero. L'album vinse il Premio Lunezia 2003 per le qualità musical-letterarie. Il disco segna il ritorno di un Baglioni maturo che raggiunge “la pace dei sensi e dei consensi" dove non sente di avere più niente da dimostrare né nessun compito o viaggio umano e universale da attraversare come aveva fatto nella precedente trilogia anni Novanta, d'altronde Baglioni viene da un decennio - gli anni Novanta appunto - dove ricominciando praticamente da capo con il disco Oltre che spiazza critica e pubblico arriva alla fine alla fine del decennio a toccare il massimo del successo fino ad arrivare al record di spettatori allo Stadio Olimpico di Roma nel 1998 con il palco al centro.

Baglioni nel 2003

Se a livello di immagine e di successo Baglioni rimane sempre il cantante estroverso pronto a buttarsi in gioco e a far impazzire le folle che si era dimostrato negli anni Novanta, la sostanziale differenza è intuibile stia nella composizione e nella progettazione degli album, Sono io infatti è un disco molto più umano, meno criptico e meno ermetico dei precedenti tre; il linguaggio complesso, il tema del viaggio dell'uomo induttivo - che passa dal personale e si propaga all'universale - alla ricerca del significato della vita che abbiamo visto in Oltre, Io sono qui e Viaggiatore viene sostituito da un disco di un Baglioni che racconta l'amore, la vita con uno sguardo leggero e più "anziano". I testi, che rimangono comunque di alto livello, vanno a scavare dentro i ricordi dell'artista, delle persone a lui care e della vita che lo circonda, un ritorno a terra dopo una trilogia esistenziale, come suggerisce lo stesso testo del brano principale "chiedo perdono se non so chi sono io, ma è già da tanto che suono" Baglioni non si pone più nessun problema per andare a capire chi è lui, alla ricerca delle sue origini o del suo futuro, ha dimostrato quel che aveva da dimostrare con dei lavori ambiziosi e innovativi per tutto il decennio precedente ed apre così un nuovo scenario artistico - quello dagli anni 2000 in poi - dove si pone più verso una nuova ricerca scenica di concerti, grandi celebrazioni e singoli da hit parade.
Nell'estate 2003 dà il via al progetto O' Scià un evento musicale che si svolgeva sull'isola di Lampedusa (isola nella quale Baglioni possiede una villa sul mare dal 1999) con cadenza annuale ogni estate per qualche giorno Baglioni si esibiva su di un palco montato sulla spiaggia affiancato da vari artisti, attori e intrattenitori, l'ultima edizione fu nell'estate del 2012. Nato come festival musicale e culturale, il suo vero scopo è umanitario: sensibilizzare l’opinione pubblica sui flussi migratori e sulle difficoltà vissute dai migranti che approdano a Lampedusa.
Il 24 giugno 2004, Claudio Baglioni si laurea in Architettura presso l'Università La Sapienza di Roma, presentando una tesi sul restauro e la riqualificazione urbana del Gasometro di Roma. Aveva iniziato i suoi studi negli anni Sessanta, prima di raggiungere il successo musicale, interrompendoli poi intorno al 1975 a causa degli impegni legati ai concerti e alla sua carriera artistica.
Tra il 2004 e il 2005 continua la ricerca scenica e parte un doppio tour la cui prima parte, intitolata Crescendo, si svolge nei palasport col palco al centro e una struttura scenica con pedane in continuo movimento, mentre la seconda parte, chiamata Cercando, si svolge in grandi auditorium e spazi inusuali per la musica. Da questo tour è tratto un album live dal titolo Crescendo e Cercando, contenente un singolo inedito omonimo.
Nel dicembre 2005 esce la fortunatissima collezione Tutti qui, la prima raccolta ufficiale dell'artista, trainata dall'omonimo singolo riscuote un enorme successo di vendite - mezzo milione nel primo mese - e persiste 31 settimane prima in classifica, seguita dal giro di concerti Tutti qui tour iniziato nel 2006 e terminato nel 2007, nei palasport con la concezione del palco al centro.
Ad inizio 2006 esce la seconda parte della collezione intitolata Gli altri tutti qui contenente altri brani del cantautore, questa raccolta e la precedente si troveranno contemporaneamente nella classifica FIMI. Nel dicembre dello stesso anno invece conclude il progetto Quelli degli altri tutti qui un cd di cover in cui l'artista ripropone riarrangiando e reinterpretando alcuni brani anni sessanta.
Nell’estate del 2006 Radio Italia Tv manda in onda l’edizione di quell’anno di O' Scià.
Nel 2006 compone l'inno delle Olimpiadi invernali di Torino.
Il 13 settembre 2006 su invito del Parlamento Europeo, Claudio Baglioni si esibisce a Bruxelles tenendo un concerto presso l'edificio Spaak dell’Emiciclo, è il secondo artista al mondo e primo italiano a esibirvisi.
Domenica 22 aprile 2007 si esibisce a sorpresa sul balcone della sua casa di infanzia a Centocelle.
Nel 2007 esce Buon viaggio della vita; l'intenzione di Baglioni con questo disco è quella di continuare a spaziare e ad andare a rincorrere una ricerca scenica e un nuovo modo di fare dischi - come fa per tutti gli anni 2000 - andando quindi a registrare più di trenta sue canzoni rivistate e riarrangiate da zero in uno studio di registrazione con la band e gli strumenti suonati tutti dal vivo contemporaneamente, come se fosse un live.
Nel 2008 Baglioni riceve il titolo di Cittadino Onorario della città di Pompei.
Nel 2009, come 15 anni prima compone l'inno per i Campionati Mondiali di Nuoto svoltisi sempre a Roma.
Nel 2009 nasce il progetto Q.P.G.A., che comprende il disco Q.P.G.A., il film Questo piccolo grande amore, sceneggiato proprio da Baglioni, un libro omonimo e il tour Q.P.G.A. e altri amori. A conclusione del primo decennio degli anni Duemila arriva un lavoro colossale, forse tra i progetti più affascinanti del cantautore. Un’opera arricchita dalla partecipazione di numerosi volti della musica italiana, che rappresenta il culmine di un lungo processo creativo e di evoluzione della musica leggera iniziato nel 1972, quando il giovane Claudio Baglioni realizzò uno dei primi concept album di grande successo in Italia, contenente quella che sarebbe stata definita la "canzone del secolo", destinata a influenzare profondamente la musica italiana negli anni a venire.
L'album è, prima di tutto, un cosiddetto soundtrack album più che un semplice disco: un imponente concept che funge da colonna sonora al film del 2009 Questo piccolo grande amore, ispirato all’omonimo disco del 1972. Questa nuova opera ne rappresenta una rivisitazione, ma riesce anche ad andare oltre, trasformandosi in una vera e propria rock opera in stile musical, con due ore e mezza di musica. Gli inediti che arricchiscono l’album non solo compongono la narrazione, ma si intrecciano attraverso la ripresa di temi musicali e basi già esistenti, che vengono riutilizzati e rielaborati in più brani, proprio come accade nei musical. Questa scelta conferisce unità e coerenza all’intera opera, mentre gli interludi suddividono e scandiscono le diverse scene della storia. L'album vende 180 000 copie nelle sole prime due settimane e viene inoltre premiato ai Wind Music Awards nella categoria Multiplatino.

### Dal 2010: grandi celebrazioni
Nel 2010 parte il suo primo tour mondiale da cui è tratto il disco live Per il mondo terminato con il concerto al Royal Albert Hall di Londra trasmesso su Sky Uno.
Nella notte tra il 2010 e il 2011 tiene il concerto di Capodanno ai Fori Imperiali di Roma in collegamento speciale con la Rai, alla serata accorrono oltre 500 000 spettatori.
Nel 2012 pubblica la sua prima raccolta di canzoni natalizie dal titolo Un piccolo Natale in più.
Nel 2013 parte l'ambizioso progetto ConVoi: dodici singoli pubblicati quasi contemporaneamente alla loro composizione, da maggio 2013 a ottobre 2013, che alla fine, a dieci anni di distanza dall'ultimo, diventano l'album in studio ConVoi, a cui segue una doppia tournée nei palasport, il ConVoi Tour e il ConVoi ReTour. 
Ha partecipato all'album Max 20 di Max Pezzali cantando con quest'ultimo Come mai.
Nel 2015 per la prima volta si affianca un altro grande artista: con Gianni Morandi inizia Capitani coraggiosi - Il Tour, che dà vita poi all'album dal vivo Capitani coraggiosi - Il live, al singolo inedito Capitani coraggiosi e a due prime serate su Rai1 dal titolo Claudio Baglioni, Gianni Morandi - Capitani Coraggiosi.
Nel 2016, una volta terminata l'esperienza con Morandi, tiene un concerto di beneficenza nell'Auditorium Paolo VI trasmesso anche da Rai1, dal titolo Avrai - Concerto in Vaticano: con questo evento si raccolgono 600.000 euro destinati alle popolazioni terremotate del centro Italia e ai bambini di Bangui.
Tra il 2018 e il 2019 presenta due edizioni del Festival di Sanremo e, per festeggiare i 50 anni di carriera, esce la raccolta Al centro e vanno in scena tre concerti all'Arena di Verona che per la prima volta è aperto al pubblico nella sua interezza, con il palco al centro e gli spettatori che riempiono l'intera arena a tutto tondo, uno dei quali viene trasmesso in diretta su Rai1. Lo show diviene un vero e proprio tour nei palasport che prosegue fino alla primavera del 2019, quando esce il DVD Al centro - Arena di Verona contenente il concerto trasmesso dalla Rai e l'album dal vivo Al centro - Da una storia vera pubblicato in esclusiva con Mondadori.

### Dal 2020: il nuovo disco e tour
Nel 2020 esce l'album in studio In questa storia, che è la mia, il disco è un concept album biografico caratterizzato da un forte componente sinfonica, passando anche per momenti più rock e pop fino a raggiungere brani di natura più sperimentale ed elettronica. I brani in totale sono quattordici, accompagnati da un'introduzione (Capostoria) e un finale (Finestoria) e intervallati da brani numerati che sono intermezzi piano e voce collegati tra di loro che vanno a riunirsi in un unico brano arrangiato completamente Uomo di varie età.
Dal 2022 al 2023 realizza una serie di concerti nei teatri Italiani pianoforte e voce con il tour Dodici Note Solo e Dodici Note Solo Bis, lo spettacolo è tutto suonato con un pianoforte elettrico, una tastiera e un clavinova, che simboleggiano rispettivamente il passato, il presente e il futuro, tempo che Baglioni nel concept di questo spettacolo ripercorre in senso antiorario, come per riavvolgere gli avvenimenti al contrario. Intervallate nell'estate del 2022 dal giro di concerti Dodici Note - Tutti su!, realizzato con orchestra e band che fa tappa alle Terme di Caracalla, al Teatro Greco di Siracusa e all'Arena di Verona e che nel maggio 2023 arriva anche al cinema documentato con il lungometraggio Tutti su! Buon compleanno Claudio.
Il 22 ottobre 2022 al Teatro Ariston di Sanremo ritira il Premio Tenco alla carriera.

Baglioni nel 2023

A settembre 2023 inizia il giro di concerti aTuttoCuore - a cui segue anche la pubblicazione di un omonimo singolo che farà da promo ai concerti - al Foro Italico di Roma, all’Arena di Verona, al Velodromo Paolo Borsellino di Palermo e all’Arena della Vittoria di Bari. A grande richiesta viene poi ripreso tra gennaio e febbraio del 2024 nelle arene indoor totalizzando 300 000 spettatori, il 14 febbraio viene trasmesso su Rai1 in prima serata il concerto al Foro Italico realizzato a settembre.
Nell'estate del 2023 riceve il premio SIAE Music Awards per il miglior live dell'anno e successivamente il Premio Cesare Pavese.
A novembre 2023 esce il libro Altrove e qui che si presenta come un racconto biografico inedito in prima persona non in un ordine cronologico ma seguendo un flusso di coscienza che parte di volta in volta da concetti o oggetti materiali diversi che fanno da titolo ai ventidue capitoli, accompagnati dal controcanto della raccolta di fotografie dell'artista scattate da Alessandro Dobici dal 1995 al 2023.

### I 1000 giorni: il lungo addio alle scene
Nel gennaio 2024, durante le tappe nelle arene indoor di aTuttoCuore, tiene una conferenza stampa in cui annuncia il suo ritiro dalle scene entro il 2026, chiamando così il suo giro d'onore: 1000 Giorni - con riferimento alla sua celebre canzone Mille giorni di te e di me - composto da una serie di progetti, con un logo specifico. Baglioni dirà, in merito alla decisione di ritirarsi;
Il 2 giugno 2024 Baglioni apre la parata per la Festa della Repubblica Italiana, invitato e scelto dal presidente Sergio Mattarella come unico rappresentante della musica italiana, eseguendo Il Canto degli Italiani accompagnato dalla banda delle interforze della difesa davanti alla tribuna presidenziale.

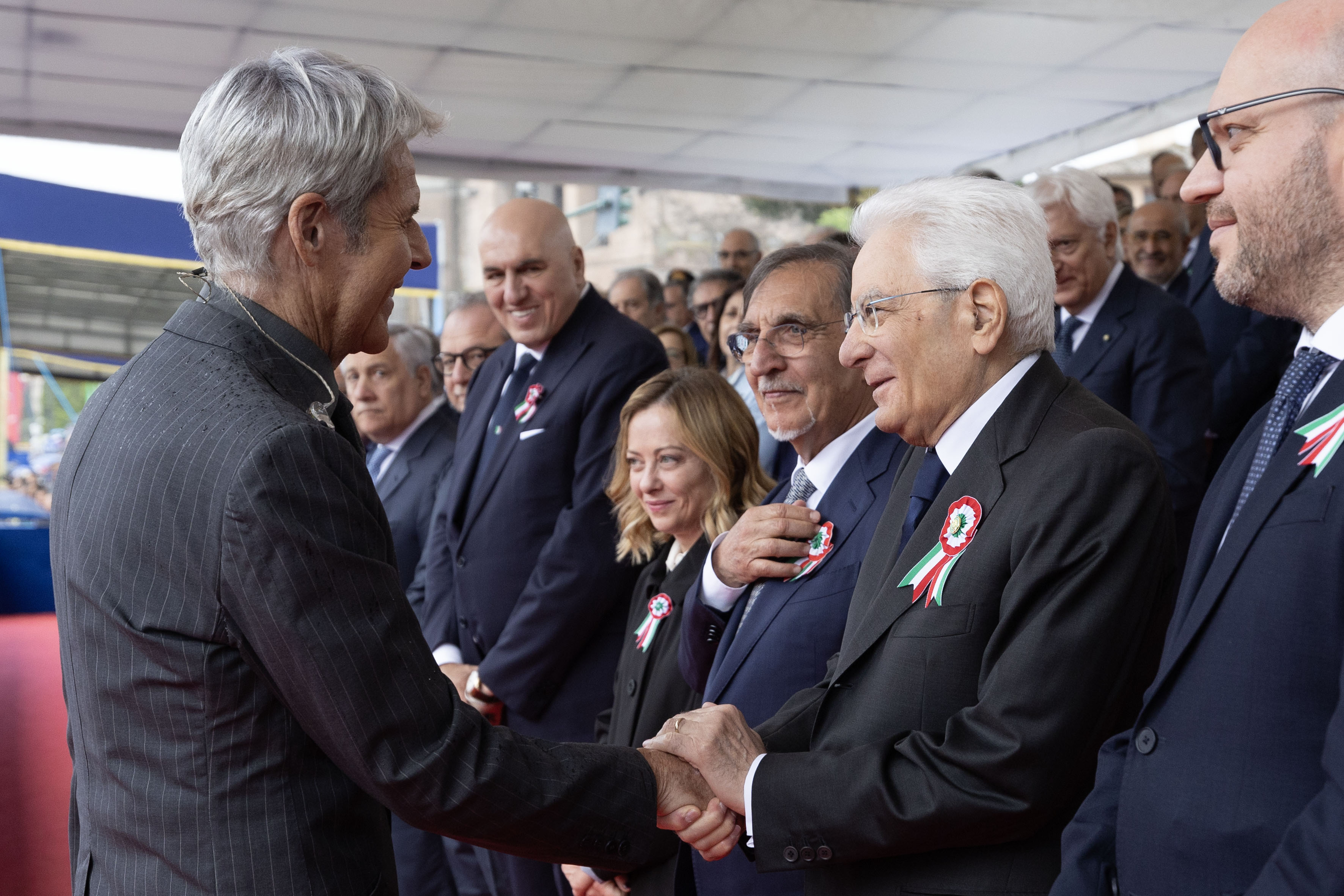
Claudio Baglioni davanti alla Tribuna Presidenziale il 2 giugno 2024

Il 21 giugno per la giornata internazionale della musica viene invitato al TG1 serale, presenziando poi a sorpresa al pre partita di Olanda-Francia negli studi Rai Sport dedicati agli Europei 2024.
A settembre 2024 Claudio Baglioni è stato inserito nell'Elenco d'Onore dell'Ordine degli Architetti di Verona per il progetto e la realizzazione del palco al centro nell'Arena di Verona, utilizzato per il concerto del 2018 contribuendo al recuperare il valore dell'Arena nella sua interezza, creando un cambiamento significativo nel suo utilizzo, viene in seguito intervistato da Sky presentando gli ultimi eventi per salutare l'Arena. Con aTuttoCuore Plus Ultra, dal 19 al 22 e poi dal 25 al 28 settembre 2024 si esibisce per l'ultima volta all'Arena, per un totale di circa 160 000 spettatori, concludendo di fatto il progetto aTuttoCuore iniziato un anno prima.
Nel natale del 2024 si esibisce a Piazza San Pietro in prima serata RAI dopo la Messa della Viglia celebrata dal Papa. La sera del 25 dicembre è invece ospite speciale del programma natalizio Stanotte a... Roma di Alberto Angela dove canta al pianoforte il brano La vita è adesso all'interno del Colosseo in un assolo notturno.
Nel gennaio 2025 dal Teatro dell’Opera di Roma parte il tour Piano di volo Solo Tris  terzo atto dell'esperienza one man show nei grandi teatri lirici iniziata con i tour Dodici note Solo e Dodici note Solo Bis. Si presenta come un concerto-racconto con un unico protagonista sulle scene, Baglioni è pilota che annuncia il suo piano di volo per viaggiare nel tempo e nello spazio. I concerti, interamente realizzati con il pianoforte e chitarra, si snodano in tre modalità; acustica, elettrica e digitale. Il tour dura per tutto il 2025, per un totale di 120 date e termina il 29 dicembre al Teatro Petruzzelli di Bari. Durante tutta la durata del giro, ogni mercoledì Baglioni è ospite al programma The Flight, in collegamento, su RTL 102.5, radio partner ufficiale del tour, per raccontare aneddoti e suggestioni dei concerti: la rubrica, per l'occasione, viene battezzata The Flight - Piano di volo.
Il 6 giugno 2025 esce La vita è adesso, il sogno è sempre, album che celebra i 40 anni de La vita è adesso e contiene tutti i brani con nuovi arrangiamenti e nuove registrazioni in studio, compreso l'inedito Il sogno è sempre, che per la prima volta viene registrato con un'orchestra e il suo testo integrale. Per l'occasione, nel 2026 partirà il GrandTour La vita è adesso, un giro di concerti outdoor - nuova tappa del progetto 1000 Giorni - per festeggiare il disco con un'anteprima nel settembre del 2025 a Lampedusa.

## Stile musicale
Claudio Baglioni è considerato uno dei cantautori di maggior successo della musica pop italiana. Ciò che lo ha reso iconico, permettendogli di segnare oltre cinquant'anni di carriera, è stato il suo straordinario talento, caratterizzato da virtuosismi e tecniche vocali di alto livello. Fino agli anni 2000, era capace di raggiungere un'estensione vocale di tre ottave e mezzo, alternando abilmente toni bassi, cristallini ed eleganti, con acuti potenti.
Il Maestro Ennio Morricone in un'intervista dirà di Baglioni;
Una delle peculiarità che rende Claudio Baglioni unico nella scena musicale italiana è la sua capacità di unire narrazione e innovazione musicale attraverso il concept album. Ogni suo disco rappresenta un’opera completa e coerente, in cui i brani sono legati da una storia o un tema comune, trasformando l’album in un viaggio narrativo unitario. Questa struttura si arricchisce continuamente grazie a una ricerca musicale e tecnica in evoluzione, con arrangiamenti che spaziano da sonorità orchestrali a sperimentazioni tecnologiche d’avanguardia. Inoltre, Baglioni ha sempre collaborato con ospiti illustri, musicisti e arrangiatori di grande spessore, elevando la qualità delle sue produzioni.
Questa continua innovazione non si limita alla musica, ma coinvolge anche il suo stile personale ed estetico. Nel corso della sua carriera, Baglioni ha saputo adattarsi ai cambiamenti del panorama musicale, modificando il suo approccio creativo e rinnovando la sua immagine. La sua versatilità gli ha permesso di attraversare decenni restando una figura centrale, sia come cantautore che come pop star. Questa capacità di reinventarsi, unita a una profonda coerenza artistica, ha consolidato la sua posizione come protagonista indiscusso della musica italiana.
L'evoluzione dei concept album dunque rappresenta un viaggio straordinario attraverso la musica e la narrazione, mostrando come l'artista abbia saputo trasformare il formato del disco in una vera e propria esperienza narrativa e tematica.
Il percorso inizia nel 1972 con Questo piccolo grande amore, un'opera rock che inaugura il concetto di storia raccontata attraverso i brani. L'album è una sorta di film musicale ambientato nella Roma dei primi anni '70, in cui il protagonista vive una storia d'amore immersa in un contesto sociopolitico complesso. Ogni canzone è un frammento che si unisce agli altri per creare una narrazione coerente, con una forte attenzione alla scenografia emotiva e culturale del periodo. Questo approccio narrativo si consolida nel successivo Gira che ti rigira amore bello (1973), mantenendo uno stile scenografico simile.
Con il passare degli anni, Baglioni evolve il concetto di album tematico, spostandosi da narrazioni lineari a raccolte di brani distinti accomunati da un tema centrale. Sabato pomeriggio (1975) esplora il tema dell'attesa, mentre Solo (1977) si addentra in riflessioni più intime e introspettive sulla solitudine. In questi album, l'unità narrativa cede il passo a una struttura più libera, dove ogni canzone contribuisce a sviluppare un'idea centrale.
Negli anni '80, Baglioni amplia ulteriormente il raggio delle sue tematiche, affrontando temi universali legati alla vita, all'individuo e al mondo che lo circonda. Strada facendo (1981) riflette sul parallelismo tra il percorso personale e le esperienze condivise con gli altri, rendendo l'individuo parte di un cammino collettivo. Questo approccio culmina con La vita è adesso (1985), il disco più venduto di sempre in Italia, che racconta una giornata ipotetica vista da un bar su Roma prendendo in riferimento una sola unità di tempo ma che rappresenta tutta la vita, trasferendola all’interno dell’originale punto di vista “cinematografico” contemporaneo; uno sguardo che guarda da un preciso punto di vista e decide di volta in volta cosa osservare. L'album combina elementi sociologici, emotivi e narrativi, evocando uno spazio e un tempo universali.

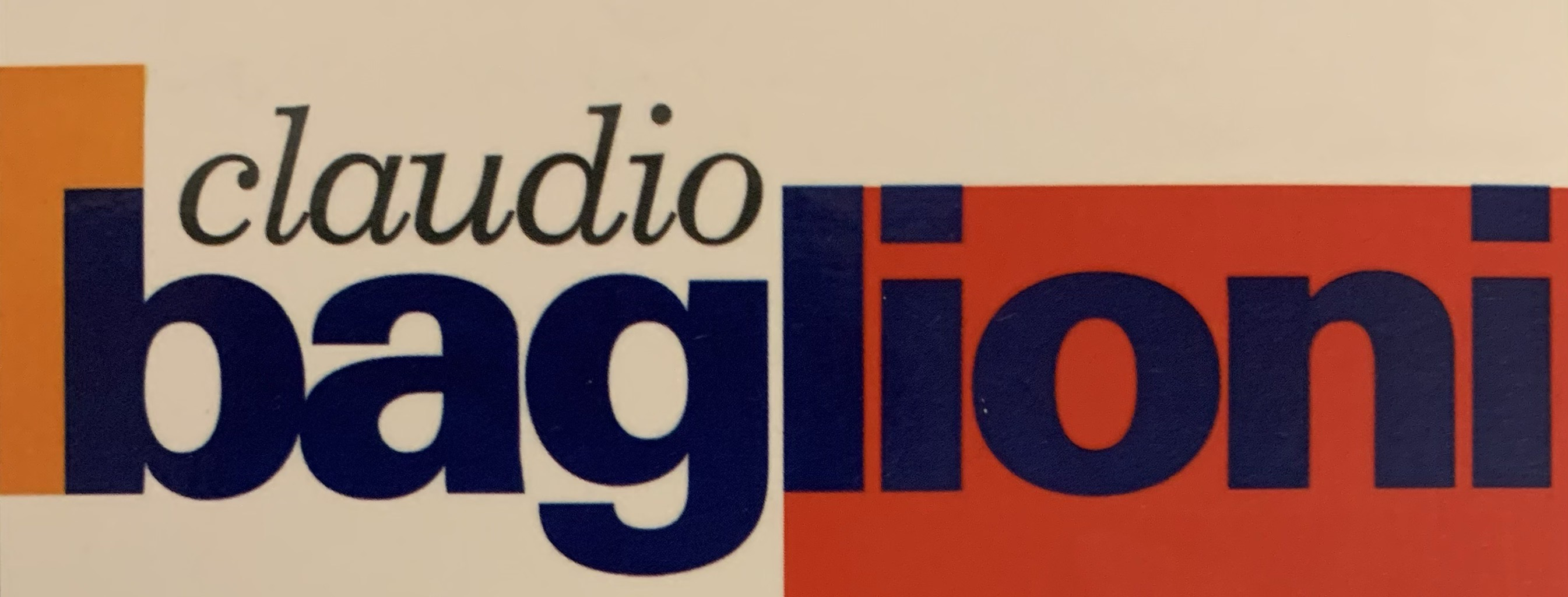
Logo di Baglioni nella metà degli anni Novanta

Negli anni '90, l'artista intraprende un viaggio ancora più ambizioso con la trilogia del tempo, composta da Oltre (1990), Io sono qui (1995) e Viaggiatore sulla coda del tempo (1999). Questi album esplorano i temi fondamentali dell'uomo, del suo destino e del suo rapporto con il tempo. Oltre è un'opera allegorica e complessa, che racconta la ricerca delle origini e il viaggio verso il senso dell'esistenza, mentre Io sono qui riflette sulla dualità tra realtà e finzione, tra il volto autentico e la maschera che indossiamo. Viaggiatore sulla coda del tempo conclude il percorso con una riflessione sulla fine del millennio e sul rapporto tra passato, presente e futuro, celebrando il viaggio come esperienza più importante della meta.
Negli anni 2000, Baglioni inaugura il decennio con Sono io - L’uomo della storia accanto (2003), un concept meno ermetico, che solo sfiora l’idea di un filo narrativo, legando i brani attraverso temi ricorrenti come l’amore, la famiglia e gli affetti personali. Nel 2009 l’artista porta a compimento l’idea dell’opera rock iniziata nel 1972 con Q.P.G.A., un progetto imponente che si configura più come una colonna sonora che come un semplice album. Ispirato al disco Questo piccolo grande amore, il lavoro ne rappresenta una rivisitazione ma anche un’evoluzione: una vera e propria rock opera in stile musical, della durata di due ore e mezza, che restituisce la storia in una chiave scenica e narrativa ancora più ampia. Dopo ConVoi (2013), l’unico album dagli anni Settanta a non seguire una struttura da concept, Baglioni chiude idealmente il cerchio con In questa storia che è la mia trasformando il concept album in una autobiografia musicale. L'artista guarda indietro alla propria vita, ripercorrendo esperienze personali e artistiche, e le offre come riflessione universale sulla condizione umana.
Questa evoluzione dimostra come Baglioni abbia trasformato il concept album in uno strumento potente per esplorare storie, temi e riflessioni universali, passando da narrazioni semplici e scenografiche a meditazioni complesse sull'esistenza e sul tempo.

## Vita privata
Dal suo matrimonio con Paola Massari, il 19 maggio 1982 nasce Giovanni – una volta adulto, divenuto a sua volta un chitarrista fingerstyle di buona notorietà –, al quale il padre dedicò la canzone Avrai, registrata in soli due giorni nello studio di Paul McCartney a Londra; il singolo viene pubblicato il 9 giugno. Della nascita del figlio, Baglioni dirà poco dopo: 
(Famiglia TV, 12 dicembre 1982)
Nel 1987 Baglioni incontra per la prima volta Rossella Barattolo, manager di origine tarantina; ai tempi, il cantautore era ancora sposato con Paola Massari e quindi il loro rapporto inizialmente rimane esclusivamente lavorativo. La relazione tra i due inizia in segreto intorno al 1988 per poi interrompersi nel 1990, a seguito di vari eventi privati e professionali dell'artista tra cui la complessa lavorazione al disco Oltre – all'interno del quale, il brano Mille giorni di te e di me è dedicato alla compagna – e, soprattutto, l'ingerenza dei paparazzi che proprio in quegli anni avevano svelato e reso pubblico il legame tra i due. Il rapporto riprende intorno al 1991 per poi essere ufficializzato nel 1994. Nel 2008, invece, terminano le pratiche di divorzio tra Baglioni e l'ex moglie Massari.
La notte del 3 novembre 1990 – qualche giorno prima dell'uscita dell'album Oltre –, mentre l'artista rincasa a bordo della sua Porsche 930, rimane vittima di un incidente automobilistico andando a schiantarsi, per via della pioggia, contro il muro di villa Fendi alla Camilluccia: riporta gravi ferite alle mani, al viso, alle labbra e alla lingua. Pochi giorni dopo il cantante, appena dimesso dalla clinica dove era stato ricoverato, è ospite al Maurizio Costanzo Show per presentare l'album, pur ancora visibilmente provato dall'esperienza. Nei momenti successivi all'incidente, Baglioni fu operato chirurgicamente in viso nei punti più gravi; il chè nei primi anni non salta all'occhio ma, con il progressivo invecchiamento e passare del tempo, cambierà i tratti e i lineamenti dell'artista, portando alla nascita della leggenda metropolitana di un "Baglioni sostituito" e delle voci relative alla chirurgia estetica di cui l'artista ha dovuto far uso a causa delle conseguenze dell'incidente.
Ha avuto una formazione cattolica e ha dichiarato di aver contemplato la strada del sacerdozio a 14 anni.

## Discografia

### Album in studio
- 1970 – Claudio Baglioni
- 1971 – Un cantastorie dei giorni nostri
- 1972 – Questo piccolo grande amore
- 1973 – Gira che ti rigira amore bello
- 1974 – E tu...
- 1975 – Sabato pomeriggio
- 1977 – Solo
- 1978 – E tu come stai?
- 1981 – Strada facendo
- 1985 – La vita è adesso
- 1990 – Oltre
- 1995 – Io sono qui
- 1999 – Viaggiatore sulla coda del tempo
- 2003 – Sono io - L'uomo della storia accanto
- 2009 – Q.P.G.A.
- 2013 – ConVoi
- 2020 – In questa storia che è la mia

### Album dal vivo
- 1982 – Alé-oó
- 1986 – Assolo
- 1992 – Assieme
- 1992 – Ancorassieme
- 1996 – Attori e spettatori
- 1998 – A-Live
- 2000 – Sogno di una notte di note
- 2001 – InCanto tra pianoforte e voce
- 2004 – Crescendo e cercando
- 2007 – Buon viaggio della vita
- 2010 – Per il mondo World Tour 2010
- 2016 – Capitani coraggiosi - Il live (con Gianni Morandi)
- 2019 – Da una storia vera

### Raccolte
- 2005 – Tutti qui
- 2006 – Gli altri tutti qui
- 2011 – Figli unici
- 2018 – Al centro
- 2021 – Tutti qui. Collezione 2021

### Album di cover
- 1997 – Anime in gioco
- 2006 – Quelli degli altri tutti qui
- 2012 – Un piccolo Natale in più

### Edizioni speciali
- 2011 – Strada facendo 30º Anniversario
- 2025 – La vita è adesso, il sogno è sempre

### Album ufficiali pubblicati all'estero
- 1975 – Sábado por la tarde[289] (Spagna e Sud America)
- 1977 – Solo [En Español][290] (Spagna e Sud America)
- 1978 – Un Pequeño Gran Amor[291] (Spagna e Sud America)
- 1979 – Un poco más[292] (Spagna)
- 1979 – ¿Y tú cómo estás?[293] (Sud America)
- 1980 – Un peu de toi[294] (Francia)
- 1982 – Alé Oó[295] (Europa)
- 1985 – Claudio Baglioni[296] (Europa)
- 1985 – Claudio Baglioni: grandes éxitos[297] (Sud America)
- 1991 – Oltre[298] (Europa)
- 2006 – Siempre aquí[299] (Spagna)

## Tour

Il palco dello Stadio Olimpico allestito per il concerto evento del 1998 con il palco al centro

- 1977 - Con tutto l’amore che posso
- 1979 - E tu come stai? Il tour
- 1981 - Strada facendo Tour
- 1982 - Alé Oó
- 1985 - Notti di note
- 1986 - Assolo
- 1992 - Oltre il concerto
- 1992 - Assieme sotto un cielo mago
- 1992 - AncorAssieme
- 1995 - Tour Giallo
- 1996 - Tour Rosso
- 1996 - Tour Giallo Elettrico
- 1998 - Da me a te
- 2000 - Il viaggio Tour 2000
- 2000 - Sogno di una notte di note
- 2001 - InCanto tra pianoforte e voce
- 2003 - Tutto in un abbraccio
- 2004 - Crescendo Tour
- 2004 - Cercando Tour
- 2006/2007 - Tutti qui tour
- 2009 - Gran Concerto. Q.P.G.A. e altri amori
- 2010 - Un solo mondo - One World Tour 2010
- 2011/2013 - DieciDita
- 2014 - ConVoi Tour
- 2014 - ConVoi ReTour
- 2015/2016 - Capitani coraggiosi - Il tour (con Gianni Morandi)
- 2018/2019 - Al centro
- 2022 - Dodici note Solo
- 2022 - Dodici note - Tutti su!
- 2022 - Dodici note Solo Bis
- 2023/2024 - aTuttoCuore
- 2024 - aTuttoCuore Plus Ultra
- 2025 - Piano di volo Solo Tris
- 2026 - GrandTour La vita è adesso

## Riconoscimenti

Baglioni riceve un riconoscimento a Fontanarosa nel 1986

- 1974 – Festivalbar; miglior brano E tu...
- 1975 – Vota la voce; miglior cantante
- 1981 – Vota la voce; miglior cantante
- 1981 – Associazione Critici Discografici; miglior cantautore[300]
- 1982 – Vota la voce; miglior cantante
- 1982 – Festivalbar; primo artista italiano in tour nei grandi stadi[301]
- 1982 – TV Sorrisi e Canzoni; record spettatori nel tour Alé-Oó (oltre 1 000 000)
- 1982 – Trofeo Asiago; premio album Strada facendo e tournée
- 1985 – Festival di Sanremo; canzone del secolo Questo piccolo grande amore[302]
- 1985 – Vota la voce; Telegatto di platino artista dell’anno[303]
- 1985 – TV Sorrisi e Canzoni; record spettatori nel tour Notti di Note (oltre 1 200 000)
- 1986 – TV Sorrisi e Canzoni; record spettatori tour Assolo
- 1986 – TV Sorrisi e Canzoni; Telegatto per i Magnifici 7 dell’anno, unico artista rappresentante della musica italiana[304]
- 1986 – Ugola d’Oro; riconoscimento per il concerto di beneficenza a Fontanarosa[305][306]
- 1987 – TV Sorrisi e Canzoni; Telegatto per i Magnifici 7 dell’anno, unico rappresentante della musica italiana
- 1991 – TV Sorrisi e Canzoni; Telegatto ospite d'onore con Mille giorni di te e di me[307]
- 1991 – Vota la voce; premio speciale album Oltre
- 1991 – Billboard; miglior concerto dell’anno al mondo[308]
- 1992 – Vota la voce; miglior tournée
- 1996 – TV Sorrisi e Canzoni; record per la più alta affluenza dell'anno per il Tour Rosso[309]
- 1997 – TV Sorrisi e Canzoni; miglior programma televisivo dell'anno Anima Mia
- 1997 – Vota la voce; miglior cantante
- 1998 – TV Sorrisi e Canzoni; record spettatori concerto Olimpico
- 2000 – Vota la voce; miglior tournée e premio speciale per l’album Viaggiatore sulla coda del tempo[310]
- 2001 – Internet Winner; maggior numero di contatti al suo sito web nell'ultimo anno[311]
- 2003 – Premio Lunezia al valore musical-letterario
- 2007 – Wind Music Awards 2007
- 2008 – Wind Music Awards 2008
- 2010 – Wind Music Awards 2010, Album Multiplatino
- 2008 – Uomo per la pace
- 2011 – Wind Music Awards 2011
- 2013 – Wind Music Awards 2013
- 2016 – Wind Music Awards 2016
- 2018 – Wind Music Awards 2018
- 2019 – Sanremo 2019; targa "Amico di Sanremo" consegnata dal sindaco sanremese Alberto Biancheri.
- 2019 – Music Awards 2019; Premio Live (certificato SIAE) per il tour Al centro e per il record spettatori del tour (410 000) e 'Best Show 2018' allo spettacolo Al centro (certificato Sound & Lite e SIAE).
- 2021 – SEAT Music Awards 2021
- 2021 – Premio Arena di Verona; consegnata dal sindaco della città di Verona per lo storico rapporto tra la città e il cantautore romano.
- 2022 – Premio Tenco
- 2022 – Cittadinanza onoraria di Ficulle[312]
- 2023 – SIAE Music Awards[313]
- 2023 – Premio Cesare Pavese[314]
- 2024 – Premio Pierangelo Bertoli[315]

## Impegno sociale
Claudio Baglioni ha sempre messo la sua musica al servizio di cause umanitarie e sociali, dimostrando un impegno costante nella sensibilizzazione su temi di grande rilevanza. Già nel 1988 ha partecipato all’iniziativa internazionale Human Rights Now!, il tour mondiale organizzato da Amnesty International per promuovere i diritti umani e la libertà di espressione. Invitato come unico artista italiano da Peter Gabriel, Sting e Bruce Springsteen.
Quattro anni dopo, nel 1992, ha preso parte al Concerto contro la mafia allo Stadio di Palermo, un evento di forte impatto simbolico organizzato dopo le stragi di Capaci e via D'Amelio, in cui persero la vita i giudici Giovanni Falcone e Paolo Borsellino. Con la sua musica, Baglioni ha voluto rendere omaggio alla loro memoria e ribadire l’importanza della legalità e della lotta contro la criminalità organizzata, il suo brano Noi no fece da inno all'evento.
Nel 1996 ha ampliato il suo impegno diventando ambasciatore artistico della FAO e partecipando al World Food Day Concert. Il 27 ottobre di quell’anno si è esibito davanti al Colosseo in un concerto gratuito contro la fame nel mondo, organizzato dalla FAO con la partecipazione di altri artisti italiani e internazionali. L’evento, di grande risonanza, è stato trasmesso in diretta dalla Rai, portando il messaggio di solidarietà a un vasto pubblico.
Nel 1999 invece realizza un concerto di beneficenza al Teatro dell’Opera di Roma, intitolato Loro sono là. L’esibizione, interamente acustica, lo vede protagonista in un assolo di pianoforte, chitarra e voce. Gli incassi furono devoluti a favore dei bambini dei Balcani, confermando ancora una volta il suo impegno a sostegno di cause umanitarie.
Nel 2003 ha fondato O'Scià, una manifestazione musicale annuale che si è svolta fino al 2012 sull’isola di Lampedusa. Ideato per accendere i riflettori sull’emergenza immigrazione e sul valore dell’accoglienza, l’evento ha visto la partecipazione gratuita di numerosi artisti italiani e internazionali e ha ottenuto il supporto delle più alte istituzioni italiane ed europee. Nel 2006, Baglioni è stato invitato dal Parlamento Europeo a Bruxelles per esibirsi in un concerto dedicato proprio a questa causa, rafforzando il messaggio di solidarietà che aveva lanciato con O'Scià.
Nel dicembre 2016 ha promosso AVRAI, un concerto straordinario in Vaticano con il sostegno di Papa Francesco. L’evento, organizzato in occasione del Natale, ha permesso di raccogliere 700.000 euro destinati ai bambini del Centrafrica e alle popolazioni italiane colpite dal terremoto.
Ha affermato di essersi sempre identificato come progressista vicino all'area di centro-sinistra, riformista e non comunista. Nella Prima Repubblica, ha ammirato politici come Enrico Berlinguer, Bettino Craxi e Marco Pannella, dichiarando di aver votato Partito Repubblicano, Partito Radicale, Partito Comunista e Partito Socialista. 

## Filmografia

### Cinema
- 1972 - Fratello sole, sorella luna, di Franco Zeffirelli (canta tre canzoni della colonna sonora)
- 2009 - Questo piccolo grande amore, di Riccardo Donna (colonna sonora e sceneggiatura)
- 2020 - Gli anni più belli, di Gabriele Muccino (canta una canzone della colonna sonora)
- 2021 - Claudio Baglioni - In questa storia che è la mia (evento speciale al cinema del film-opera di ITsArt)
- 2023 - Tutti su! Buon compleanno Claudio (evento speciale al cinema con le riprese dai concerti del 2022 alle Terme di Caracalla)

## Televisione e radio
- Senza Rete - Speciale Claudio Baglioni (Programma Nazionale, 1975)
- Claudio Baglioni - Un cantastorie del nostro tempo (Canale 5, 1982)
- Mixer Musica - Speciale Claudio Baglioni Alé Oó (Rai 2, 1983)
- Notte di note - Il concerto (Rai 1, 1985)
- Quando la banda passò (Rai 1, 1991)
- Oltre una bellissima notte (Rai 1, 1991)
- Io sono qui (Canale 5, 1995)
- Concerto dal Piper Club - Amori in corso (Canale 5, 1996)
- L’ultimo giorno dell’anno da un posto nel mondo (Rai 2, 1996)
- Anima mia (Rai 2, 1997)
- C'era un cavaliere bianco e nero (Rai 2, 1998)
- Da me a te - Dalla città allo stadio (Rai 2, 1998)
- L'ultimo valzer (Rai 2, 1999)
- Incanto. tra pianoforte e voce (TELE+, 2001)
- Tutto in un abbraccio (Canale 5, 2003)
- Claudio Baglioni Live Story (Rai 1, 2003)
- Speciale Claudio Baglioni; Storia di un cantastorie (Radio Italia TV, 2003)
- O' Scià - da Lampedusa (Radio Italia TV, 2006)
- Per il mondo - Royal Albert Hall London (Sky Uno, 2010)
- Radio Italia Live (Radio Italia TV, 2013)
- Capitani coraggiosi (Rai 1, 2015)
- Radio Capitani Coraggiosi (RTL 102.5 TV, 2016)
- Avrai - Concerto in Vaticano (Rai 1, 2016)
- Festival di Sanremo (Rai 1, 2018-2019)
- Al centro (Rai 1, 2018)
- Speciale Claudio Baglioni: In questa storia che è la mia (Rai Play, 2020)
- Uà - Uomo di varie età (Canale 5, 2021)
- Dodici note solo (Radio Italia TV, 2022)
- Radio Italia Live (Radio Italia TV, 2022)
- aTuttoCuore (Rai 1, 2024)
- The Flight - Piano di volo (RTL 102.5, 2025)

## Videografia

### VHS, DVD e streaming ufficiali
- Oltre una bellissima notte (1991)
- Baglioni nel Rosso (1995)
- Il meglio di Anima mia (1997)
- Sogno di una notte di note (2000)
- Tutto in un abbraccio (2003)
- Crescendo e Cercando Tour (2005)
- Quelli degli altri (2006)
- Tutto qui Box (2008)
- Q.P.G.A. Filmopera (2009)
- Per il mondo - World Tour (2010)
- Live Story (2015)
- Al centro - Arena di Verona (2019)
- In questa storia che è la mia (2021)

### Album, VHS e DVD esclusivi per gli iscritti Clab
- Claudio Baglioni - Clab (VHS, 1993)
- ’51 Montesacro. Primo Raduno Clab (VHS, 1995)
- Sappiamo che c'è sempre un sogno da fare (album live, 1997)
- Noi no (Noi, mai più) (album, 1998)
- Questo piccolo grande amore - 30 anni dopo (singolo, 1998)
- Un anno di Clab (VHS, 1997)
- Spy Tour. Diario di bordo il viaggio 2000 tour blu (VHS, 2000)
- Incontri e incanti (album live, 2001)
- Clab si gira! (DVD, 2002)
- Tutti lì (album live, 2005)
- Solo chitarre (album live, 2005)
- Tre storie Clab (DVD, 2007)

## Opere

### Libri
- Claudio Baglioni - Canzoni e Interviste, 1977
- Il romanzo di un cantante, 1978
- Notti di note, 1985
- Assolo non solo, 1987 (Ristampa 1997)[325]
- C’era un cavaliere bianco e nero, 1998
- A tempo di musica, 2003
- Parole e Canzoni, 2005
- Senza musica, 2005
- Q.P.G.A. il romanzo, 2009
- L'invenzione del naso e altre storie, 2011
- Inter nos, 2015
- Non smettere di trasmettere, 2017
- Altrove e qui, 2023

### Spartiti album
- Sabato pomeriggio, 1975
- E tu come stai?, 1978
- Strada Facendo, 1981
- Alé-oó, 1982
- La vita è adesso, 1985
- Claudio Baglioni. 1978-1985 Raccolta, 1991[326]
- Oltre. Un mondo uomo sotto un cielo mago, 1992
- Io sono qui: tra le ultime parole d'addio e quando va la musica, 1995
- Claudio Baglioni. 1986-1998 Raccolta, 1998[327]
- Claudio Baglioni: Viaggiatore sulla coda del tempo, 2000
- The Best of Claudio Baglioni. spartiti, 2006

## Nella cultura di massa

Baglioni e Michael Jackson nel 1988

Nel 1975 il cantautore Rino Gaetano cita il giovane Claudio Baglioni nel brano Ma il cielo è sempre più blu catalogandolo come artista del firmamento Italiano imitato ed emulato da tanti cantanti.
Nel film del 1983 Vacanze di Natale, viene citato da Jerry Calà che, mentre suona il piano bar, alla domanda di una ragazza: “Tu come stai?”, lui risponde: “No no, Baglioni l’ho già suonato”.
Nelle sue centinaia di canzoni, tra le tante cose, Baglioni ha anche introdotto un neologismo nel brano E adesso la pubblicità (tratto dal disco La vita è adesso del 1985), nel quale conia il termine "appitonato" per descrivere, con efficacia visiva e ironia amara, una persona immobile, spenta, quasi inchiodata nel proprio stato di apatia.
Nel 1994 Jovanotti avrebbe citato le contestazioni al tour Human Rights Now! nel suo brano Barabba.
Nel 1994 gli Articolo 31 citano Baglioni nel brano Ohi maria con i versi; "Dopo signora Lia e passerotto non andare via, ecco la mia dedicata alla Maria"
Nel 1999 il brano Cuore di aliante viene scelto come colonna sonora nelle pubblicità della Omnitel. Nel 2009 Mercedes-Benz usa il brano In viaggio dal disco Q.P.G.A. per uno spot.
L'influenza nella cultura di massa di Claudio Baglioni è tale che sono stati ispirati a lui svariati libri, tra quelli di maggior successo troviamo Oltre – Storia e analisi del capolavoro di Claudio Baglioni uscito nel 2010 e Per cento e mille strade. La straordinaria storia de «La vita è adesso» uscito nel 2025 per i 40 anni di anniversario del disco.

## Raduni "ClaB"

Raduno "ClaB" del 1996 a Ficulle

- I Raduno Clab - '51 Montesacro - 28 dicembre 1995 - Palazzetto dello Sport - Roma
- II Raduno Clab - 6 luglio 1996 - La Casella - Ficulle (TR)
- III Raduno Clab - Sappiamo che c'è sempre un sogno da fare - 7 giugno 1997 - Nuovo stadio del Tennis - Roma
- IV Raduno Clab - 5 giugno 1998 - Stadio Olimpico - Roma
- V Raduno Clab - Roma Cinecittà aperta - 12 giugno 1999 - Cinecittà - Roma
- VI Raduno Clab - 10 giugno 2000 - Palaeur - Roma
- VII Raduno Clab - Incontri e incanti - 6 ottobre 2001 - Stadio della Pallacorda, Foro Italico - Roma
- VIII Raduno Clab - La veglia e la festa - 8 dicembre 2002 - Gran Teatro - Roma
- IX Raduno Clab - 20 dicembre 2003 - Palaghiaccio - Marino (RM)
- X Raduno Clab - Crescendo, cercando, improvvisando - 12 settembre 2004 - Prato Giardino - Viterbo
- XI Raduno Clab - Tutti lì - 17 dicembre 2005 - Palazzetto dello Sport - Firenze
- XII Raduno Clab - La vigilia della prima - 29 ottobre 2006 - Palazzetto dello Sport - Rieti
- XIII Raduno Clab - ClabExpo - 30 marzo 2008 - Fiera di Roma - Roma
- XIV Raduno Clab - 17 gennaio 2010 - Pala Terme - Fiuggi (FR)
- XV Raduno Clab - Io, una chitarra e la gente - 20 marzo 2011 - Teatro Tendastrisce - Roma
- XVI Raduno Clab - DieciDita dopo - 26 febbraio 2012 - Teatro Tendastrisce - Roma
- XVII Raduno Clab - Solo con voi - 29 settembre 2014 - Teatro Tendastrisce - Roma
- XVIII Raduno Clab - Titoli di coda - 13 dicembre 2015 - Teatro Tendastrisce - Roma
- XIX Raduno Clab - A Cla' - 28 maggio 2017 - Auditorium Parco della Musica (Sala Santa Cecilia) - Roma
- XX Raduno Clab - Una storia vera - 20 maggio 2018 - Auditorium Parco della Musica (Sala Santa Cecilia) - Roma
- XXI Raduno Clab - Raduno ad uno - 25 aprile 2019 - Nelson Mandela Forum - Firenze
- XXII Raduno Clab - Le quattro stagioni - 4 dicembre 2022 - Auditorium Parco della Musica (Sala Santa Cecilia) - Roma
- XXIII Raduno Clab - CB Show - 21 aprile 2024 - Auditorium Parco della Musica (Sala Santa Cecilia) - Roma
- XXIV Raduno Clab - CB Show n. 2 - 9 novembre 2024 - Auditorium Parco della Musica (Sala Santa Cecilia) - Roma

### Band attuale
Paolo Gianolio (chitarre, arrangiamenti, direzione musicale); Stefano Pisetta, Elio Rivagli (batteria e percussioni); Pio Spiriti (violino, tastiere, fisarmonica); Roberto Pagani (piano, tastiere e fisarmonica); Mario Guarini (basso e contrabasso elettrico); Chicco Gussoni (chitarre); Aidan Zammit (piano e tastiere, flauto traverso, chitarra acustica e armonica a bocca); Serena Caporale, Silvia Aprile, Rossella Ruini, Antonella Pepe, Serena Bagozzi (vocalist).